# 北海道・北東北の縄文遺跡群
北海道・北東北の縄文遺跡群（ほっかいどう・きたとうほくのじょうもんいせきぐん）は、ユネスコの世界遺産（文化遺産）に登録された北海道（道南）・北東北にある縄文時代の遺跡群の総称（ID1632）。発掘調査された考古遺跡のみで構成されるものとしては、国内初の世界遺産となる。
遺跡は北海道・青森県・岩手県・秋田県の1道3県に点在している。

## 世界遺産推薦への動向

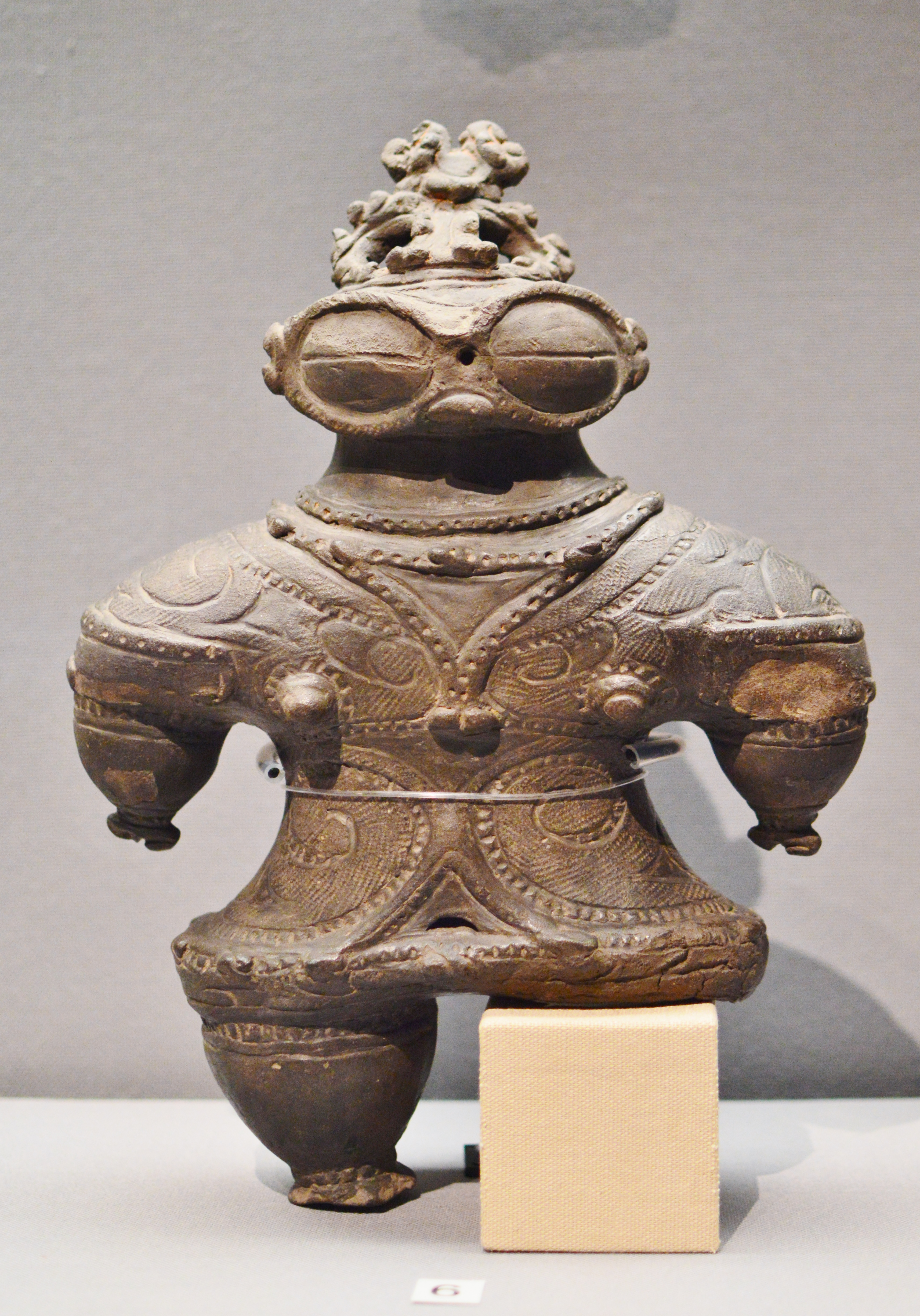
亀ヶ岡遺跡で出土された遮光器土偶（重要文化財）
東京国立博物館展示。

2002年8月に4道県でつくる知事サミットにおいて「北の縄文文化回廊づくり構想」が提唱され、2006年に文化庁が文化遺産候補地を公募した際に青森県が「青森県の縄文遺跡群」を、秋田県が「ストーンサークル」をそれぞれ単独推挙し、2009年に2候補を統合して北海道と岩手県の遺跡も加え「北海道・北東北を中心とした縄文遺跡群」として暫定リストに掲載された。約1万年にわたり発展し、大規模集落や祭祀道具に特異性がある「地域文化圏」であり、同時代の他文化圏にも影響を与えた、縄文時代を代表する遺産群であることを推薦理由としている。
早期の世界遺産登録を目指したものの2017年までに5年連続で推薦が見送られ、2018年7月19日に文化審議会により2020年審議の正式候補に選定されたが、2020年からは文化遺産・自然遺産を問わず審議対象は一国一件に限られるようになり、自然遺産候補として「奄美大島、徳之島、沖縄島北部及び西表島」も2020年の推薦を目指していたことから、政府は自然遺産の候補案件が優先的に審査対象にされることを踏まえ、「奄美大島、徳之島、沖縄島北部及び西表島」を先に推薦することにした。このため、北海道・北東北を中心とした縄文遺跡群は2021年の推薦に回された。2019年7月30日、文化審議会が2021年審議の正式候補に再選定した。2019年12月19日、世界遺産条約関係省庁連絡会議が招集され、次いで20日に閣議了解により正式に推薦することが決定。2020年2月1日までに推薦書を世界遺産センターへ提出することになるが、2020年から全体審議数の上限が35件となり登録数の少ない国が優先されるため推薦物件が多い場合には日本からの推薦が受理されない可能性もあったが、2020年1月16日に推薦書をユネスコに提出して受理された。
ユネスコ諮問機関の国際記念物遺跡会議（イコモス）の審査をうける際、北東北という地域区分が分りにくいのではないかということで、2019年11月28日に専門家会議が開催され、「縄文―北日本の先史遺跡群」・「日本列島北部の縄文遺跡群」など複数案が提示され、ユネスコに届け出た暫定リストでの英語名称では地域名を「Hokkaido and Northern Tohoku」と表記してきたものを、日本の地名の知識がない海外の人にも遺跡群の場所のイメージを分かりやすく伝えるため「Northern Japan（北日本）」とし、日本語の名称は既に定着しているとして当面は変更しないこととした。
9月4～15日、イコモスによる現地調査が行われた。調査員はオーストラリア・イコモスから派遣されたが、性別や経歴（専門分野）は非公開。2021年2月に出されたイコモスの中間報告では、推薦取り下げ勧告や構成資産の変更といった厳しい指摘はないことが明らかになった。
5月26日、イコモスから登録勧告が出され、7月27日に開催された第44回世界遺産委員会で登録が決定した。
登録1周年を記念して『北海道・北東北の縄文遺跡群世界遺産登録記念誌』が2023年3月24日に刊行され、その中で現地調査時には伏せられていたICOMOS調査員が考古学者のマシュー・ウィンコップ（Matthew Whincop）であることが明らかにされた。

### 学術的価値
縄文遺跡群世界遺産登録推進会議は、狩猟・採集・漁労を基盤とした定住生活に顕著な普遍的価値があることを推薦事由に上げているが、縄文文化全体に言えることであり、北海道・北東北に限定されることではないとする指摘も出ていた。文化審議会からも、全国約9万箇所に縄文遺跡が分布するにもかかわらず、「なぜこの4道県なのか」と疑問が呈されている他、資産を17に絞ったことについても、普遍的価値を「17遺跡で過不足なく説明できているのか」「17遺跡ありきで始まり、普遍的価値を後付けしている印象」と指摘され、さらなる見直しを求められた。2017年8月、4道県等はプロジェクトチームを発足させ、推薦書の改定作業に着手、12月に「集落」の変遷に軸を置いて説明することで顕著な普遍的価値や地域の特異性を明らかにする方向性で見直しを行うことで一致した。「シンボル的な存在」であり、知名度の高い三内丸山遺跡と他の構成遺産では、世界遺産登録の審査の基準の一つである観光客の受け入れ態勢やガイダンス設備の充実の度合いに大きな差があるとされ、登録に向けた課題となっている。
推薦書提出に際し、上記の疑問や指摘を是正し、17遺跡で構成される普遍的価値の証明として、「津軽海峡を挟んだ二つの地域に同一の文化圏が形成され、そこに草創期から晩期までの各時代の遺跡が揃っており、特に最古級の土器や漆器が出土している遺跡が含まれていることは重要」「集落跡のみならず、貝塚や墓、信仰や精神世界を表現する環状列石、さらに海岸・湖沼・河川など自然地形の古環境も網羅している事例は全国的にも稀有」「縄文文化を支えたブナ林が関東より西では高地性だが、東北では太平洋・日本海・津軽海峡という三つの海の海岸線にまで達していることで、海の幸と山の幸双方の恵みを同時に享受できたことから独自の生活様式が確立され、それを長期間にわたって継承したことは持続可能性と生物多様性を堅持していたことを示している」「世界遺産に求められる完全性として構成資産の全てが文化財保護法での史跡・特別史跡に指定されており、真正性の証明として追加の発掘調査の実施と『総括報告書』が刊行されている」「縄文文化は日本独自のものだが、世界遺産としてはより広域な同時代の文化圏との対比が求められ、先史時代の北東アジアを俯瞰し同地域に共通してみられる玦状耳飾が東北北部や北海道のものと国外を含めた他地域と比べ独創性があることを証明する研究が成されている」としたことで文化庁や学術団体の了承を得、加えて「不動産有形財構築物が対象の世界遺産にあって、その完全性を補完する動産としての考古資料（出土遺物）の多くが場域留置の郷土資料館（サイトミュージアム）などとして公開されており、これはユネスコ指針の世界遺産と博物館に沿っている（下記ガイダンス施設の項参照）」「2012年に採択された京都ビジョン（世界遺産と持続可能な開発：地域社会の役割）で地域コミュニティの関わりの重要性が確認され、他地域に先駆け世界遺産登録運動を展開したことから、ボランティアのガイドや清掃活動など老若男女を問わない住民参加型の取り組みが普及している」と補足した。また、三内丸山遺跡において出土した栗のDNAが近似したものばかりであったことから栽培されていた可能性（ボトルネック効果）が高く原始農耕が示唆されているが、さらに栗が自生していなかった北海道側の遺跡でも栗が出土しており植栽技術の伝播があった証明もこの地域ならではと評価される。
一方で、多くの遺跡で行われている竪穴建物の復元に関して、ユネスコの諮問機関で文化遺産の評価を判断するイコモスの日本組織が、「考古学遺産管理運営に関する憲章（ローザンヌ憲章）に基づき必ずしも適切とはいえない」と報告していることから、イコモスによる現地調査で厳しい指摘をうける可能性が危惧される。
このローザンヌ憲章による「発掘された遺跡の保存」として埋め戻すことが奨励されていることから、是川遺跡・亀ヶ岡遺跡・田小屋野貝塚・二ツ森貝塚ではほぼ全ての遺構が埋め戻されており、一見しただけでは遺跡として認識できない状態にあり（わずかに復元建物やモニュメントがある）、大平山元遺跡に至ってはそもそも自然堆積層の中から土器が出土しただけで遺構は一切検出されていない。
なお、世界遺産登録を視野に入れている特別史跡の尖石遺跡（長野県茅野市）などとの連携を模索する動きや、2007年に行われた世界遺産候補地公募に名乗り出た松島の貝塚群（宮城県東松島市）の取り込みなども検討されてきたが、上掲の普遍的価値の証明が確立したことから、北東北以南の縄文遺跡を含めることは整合性が取れなくなることから可能性は排除され、名称も「北海道・北東北を中心とした」だと他地域の可能性の含みを持たせてしまいかねないため、「北海道・北東北の」と改めた。一方で、埋蔵文化財としての考古遺跡はまだ未発見（未発掘）のものが全国にあるとも想定され、定説を覆す発見があれば将来的に普遍的価値の見直しも行わなければならない側面があり、同時に北海道・北東北で新たに発掘された遺跡の追加登録も可能であることを示唆している。

### 海外の評価
総体的に海外における縄文文化のイメージと評価は、造形美溢れる土器や独創的な土偶、1万年にもわたり争いがなかった平和な社会、気候変動にも対応した自然と人間の共生などが上げられ、「浮世絵が西洋絵画へ与えた影響が評価され富士山が富士山-信仰の対象と芸術の源泉として世界遺産に登録されたように、縄文土器や土偶が造形作家へ与えた影響も評価されるべき」とする。また、「争いを避けようとする現代の日本人にもみられる協調性という気質の根源は縄文にある」、「国土の6割強を占める森林面積や清浄な河川・海洋において今なお生物多様性が保たれていることは縄文の原風景を伝えている」とする。その上で、世界遺産候補に選定された北海道・北東北の縄文遺跡は、これらの評価を全て網羅しており、その証拠としての遺跡や出土品から縄文の世界を体感できるとした。
また、後期～晩期にみられるストーンサークルは諸説あるが、縄文人の深い精神性や天文学的な知性を感じられ、単なる考古遺跡ではなくスピリチュアルなものを感じることができる文化的空間であり場所の精神を伝承しているとも評価する。

### 法的保護根拠
世界遺産推薦に際して求められる完全性としての法的保護根拠は、基本的には文化財保護法による史跡指定で対応しているが、緩衝地帯を含め一部に都市計画法や宅地造成等規制法（熱海市伊豆山土石流災害をうけ2023年に宅地造成及び特定盛土等規制法に改正）が適用されているほか、大船遺跡と垣ノ島遺跡には急傾斜地の崩壊による災害の防止に関する法律（急傾斜地法）、大森勝山遺跡に土砂災害警戒区域等における土砂災害防止対策の推進に関する法律（土砂災害防止法）、亀ヶ岡遺跡・田小屋野貝塚・御所野遺跡で砂利採取法が用いられている。
また、各自治体が景観や河川・森林管理の条例も保護根拠としているが、小牧野遺跡では青森市が専属の「小牧野遺跡の保護に関する条例」を制定しており、取り組みとして高く評価されている。

### 修景
近年の傾向として世界遺産の周囲に配置される緩衝地帯においても開発規制が求められるようになったこともあり、北海道では景観法を適用しての景観保全（周辺建築物の高さ・デザイン・色彩）に乗り出している。特に高台にある入江貝塚は縄文人も見下ろしたであろう噴火湾との間に市街地が広がることから、古環境景観を意識して貝塚周辺を景観形成重点区域に設定する計画でいる。

### 広報活動
2020年東京パラリンピックの聖火リレーに用いる国内版聖火の採火を、東京オリ・パラ文化プログラムの一環として全都道府県各地ならではの催事と結びつけることとし、青森県や秋田県では世界遺産登録を目指す縄文遺跡において縄文時代の火熾し法で採火して送り出す予定でいたが、新型コロナウイルスのパンデミックによりオリンピック・パラリンピックの開催が1年順延されたため採火イベントも中止となった。2021年8月、パラリンピックの開催決定に伴い、改めて縄文遺跡で採火が行われた（延期された一年の間に世界遺産に登録）。

### 登録後の動向
2024年7月15日、登録3周年を記念して縄文遺跡群世界遺産本部（本部長：宮下宗一郎青森県知事）と湖池屋がコラボし、ポテトチップス「プライドポテト 日本の神業」シリーズから「1万年の歴史・日本のだい文化 縄文香る帆立だし」を発売。北海道のコンブ、青森のホタテ、秋田のしょっつる、岩手のシイタケを味付けに使用。パッケージデザインには遮光器土偶。売り上げの一部を遺跡の保全活動費として寄付する。

## 構成資産一覧

### 北海道
- キウス周堤墓群（千歳市）…晩期、丘陵立地
- 北黄金貝塚（伊達市）…前期、外洋沿岸丘陵
- 入江・高砂貝塚（洞爺湖町）…後期～晩期、外洋沿岸高台
- 大船遺跡（函館市）…中期、外洋沿岸高台
- 垣ノ島遺跡（函館市）…早期、外洋沿岸丘陵

### 青森県
- 三内丸山遺跡（青森市、特別史跡）…中期、内海沿岸
- 小牧野遺跡（青森市）…後期、山岳立地 - ストーンサークル
- 是川遺跡（八戸市）…晩期、内陸河川近接立地
- 亀ヶ岡石器時代遺跡（つがる市）…晩期、内海沿岸 - 遮光器土偶出土
- 田小屋野貝塚（つがる市）…前期、内海沿岸
- 大森勝山遺跡（弘前市）…晩期、山岳 - ストーンサークル
- 二ツ森貝塚（七戸町）…前期、湖沼沿岸
- 大平山元I遺跡（外ヶ浜町）…草創期、内陸河川近接 - 最古級土器出土

### 岩手県
- 御所野遺跡（一戸町）…中期、内陸河川近接

### 秋田県
- 大湯環状列石（鹿角市、特別史跡）…後期、丘陵 - ストーンサークル
- 伊勢堂岱遺跡（北秋田市）…後期、丘陵河川近接 - ストーンサークル

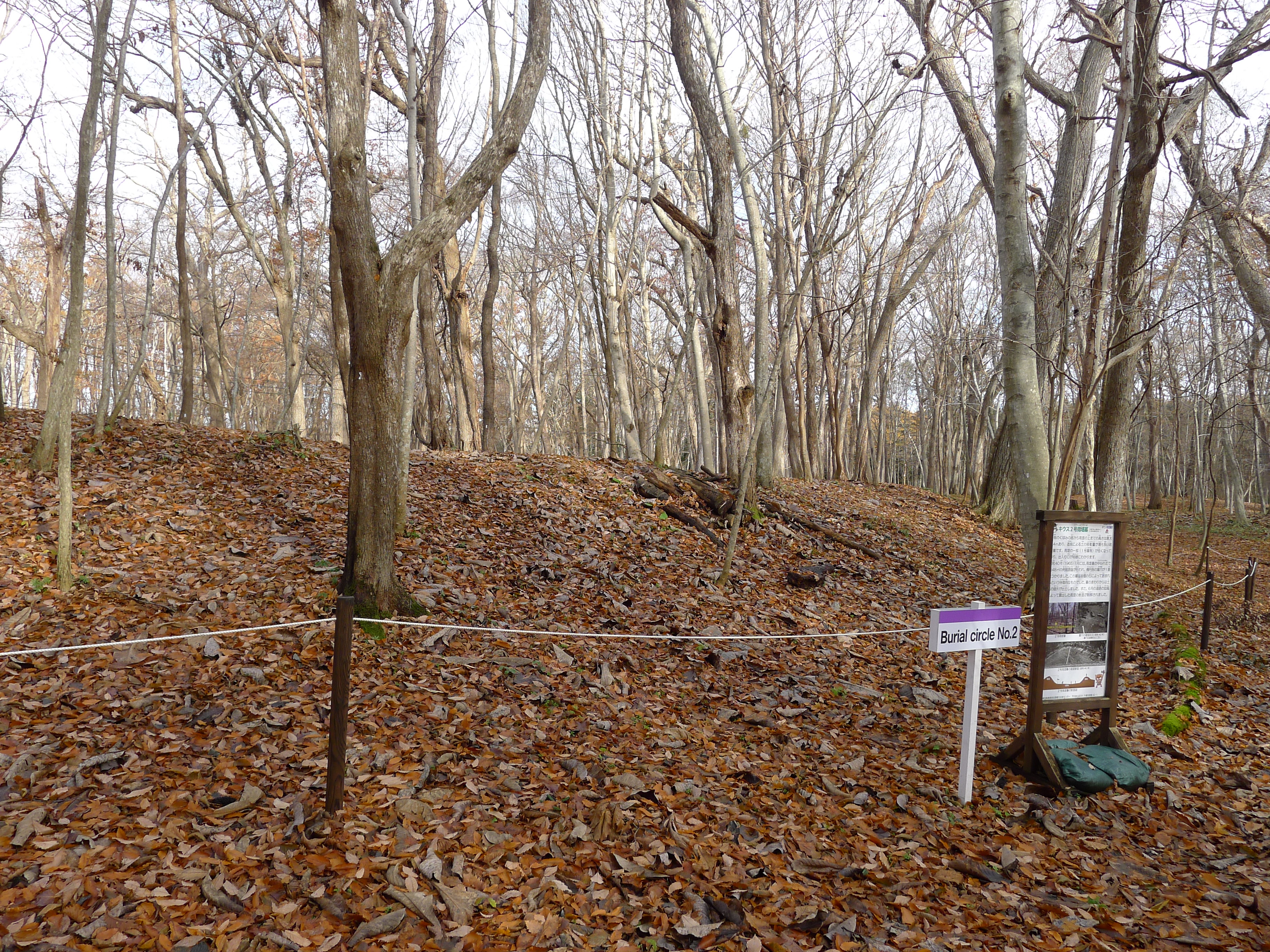
キウス周堤墓（2号墓坑）
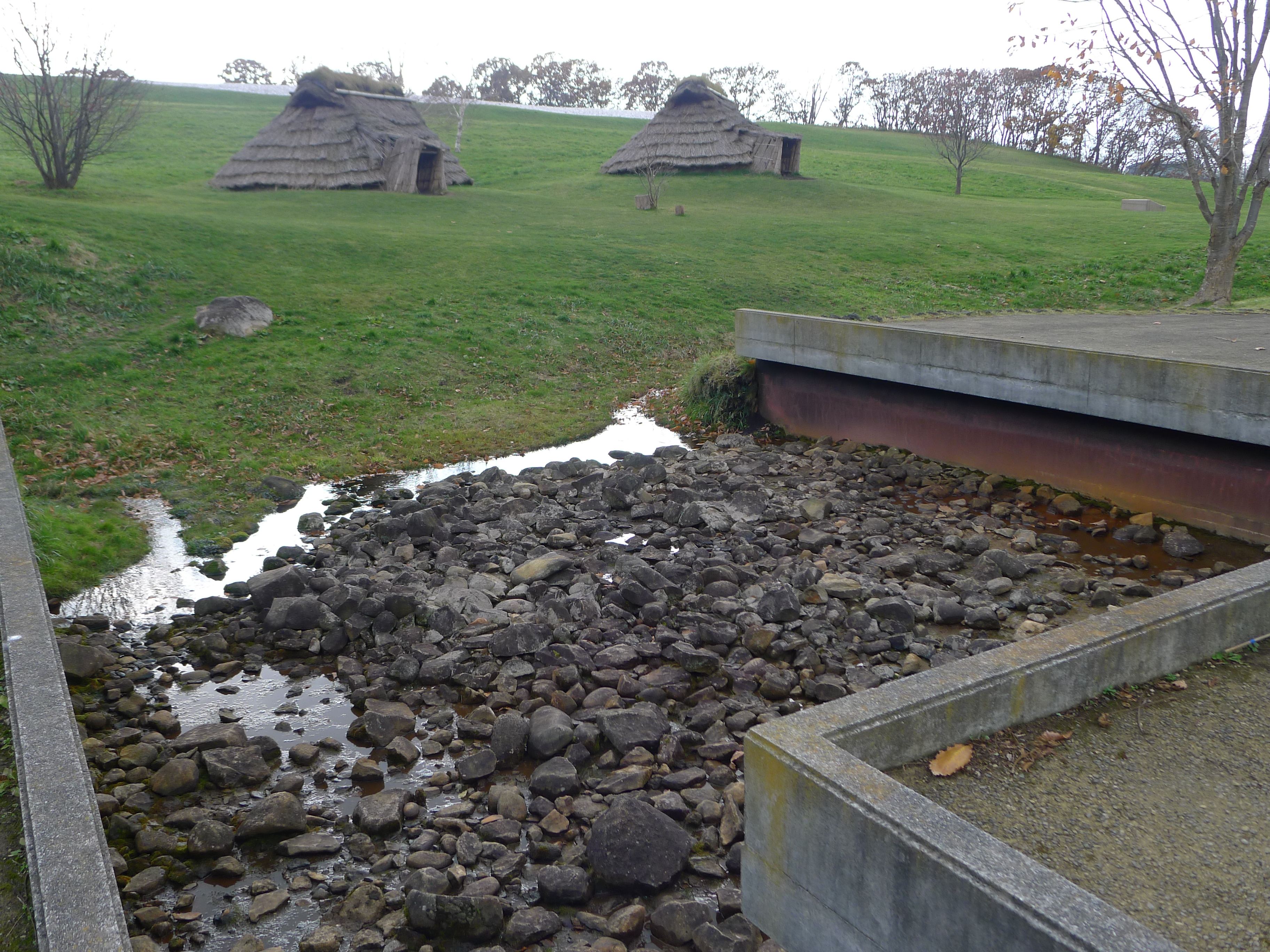
北黄金貝塚の水場遺構
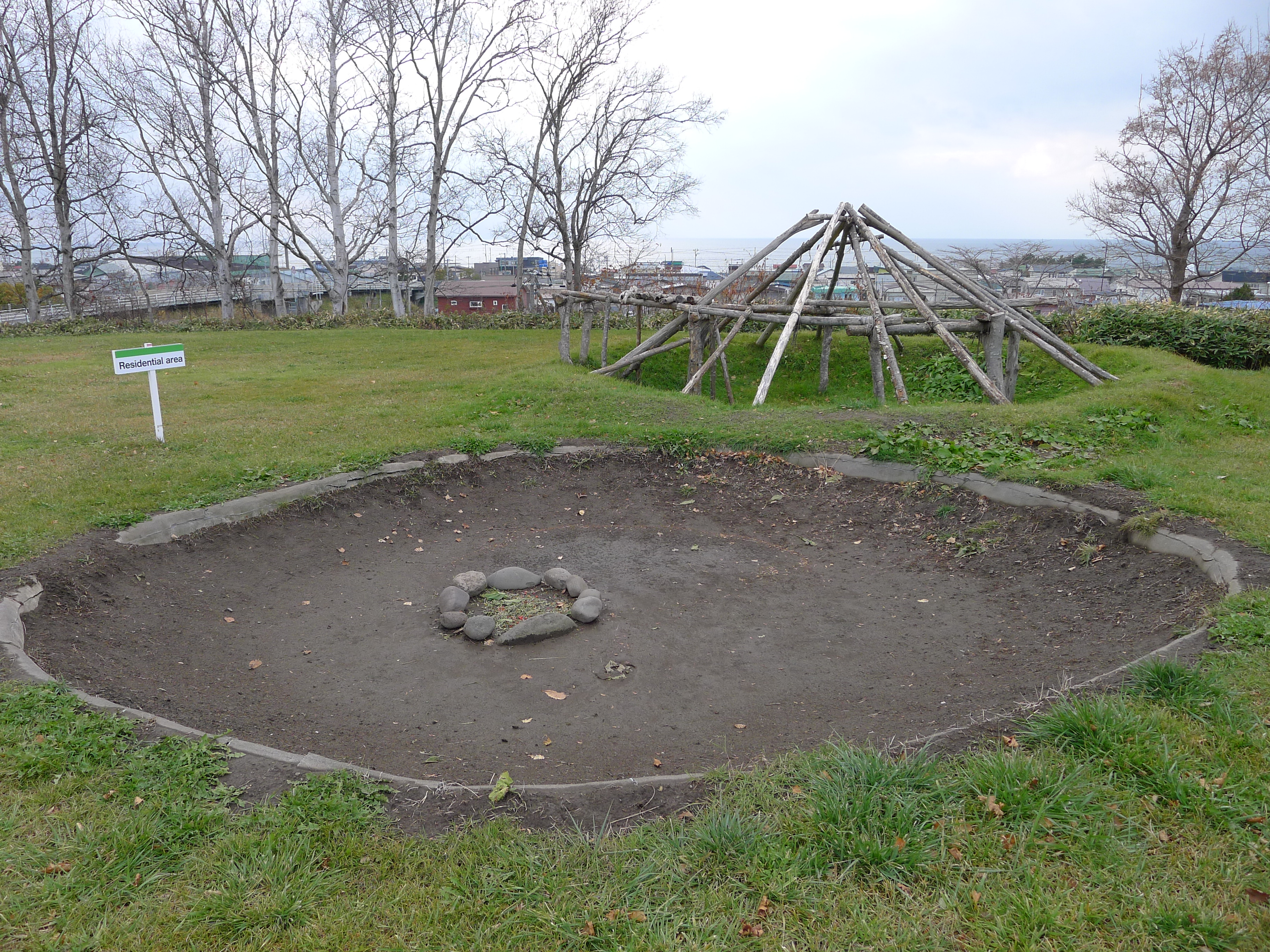
噴火湾を見下ろす入江貝塚の建物跡
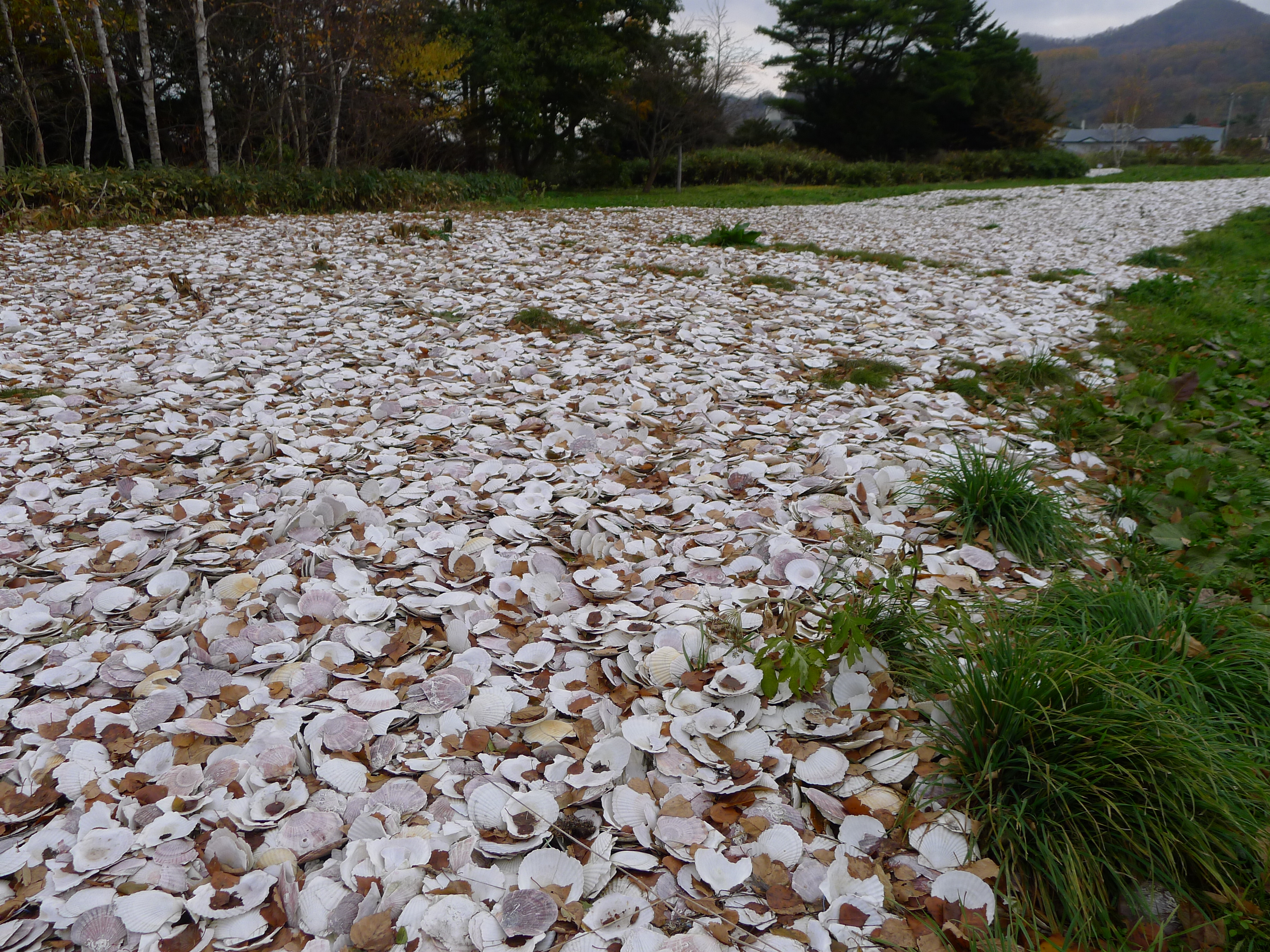
高砂貝塚
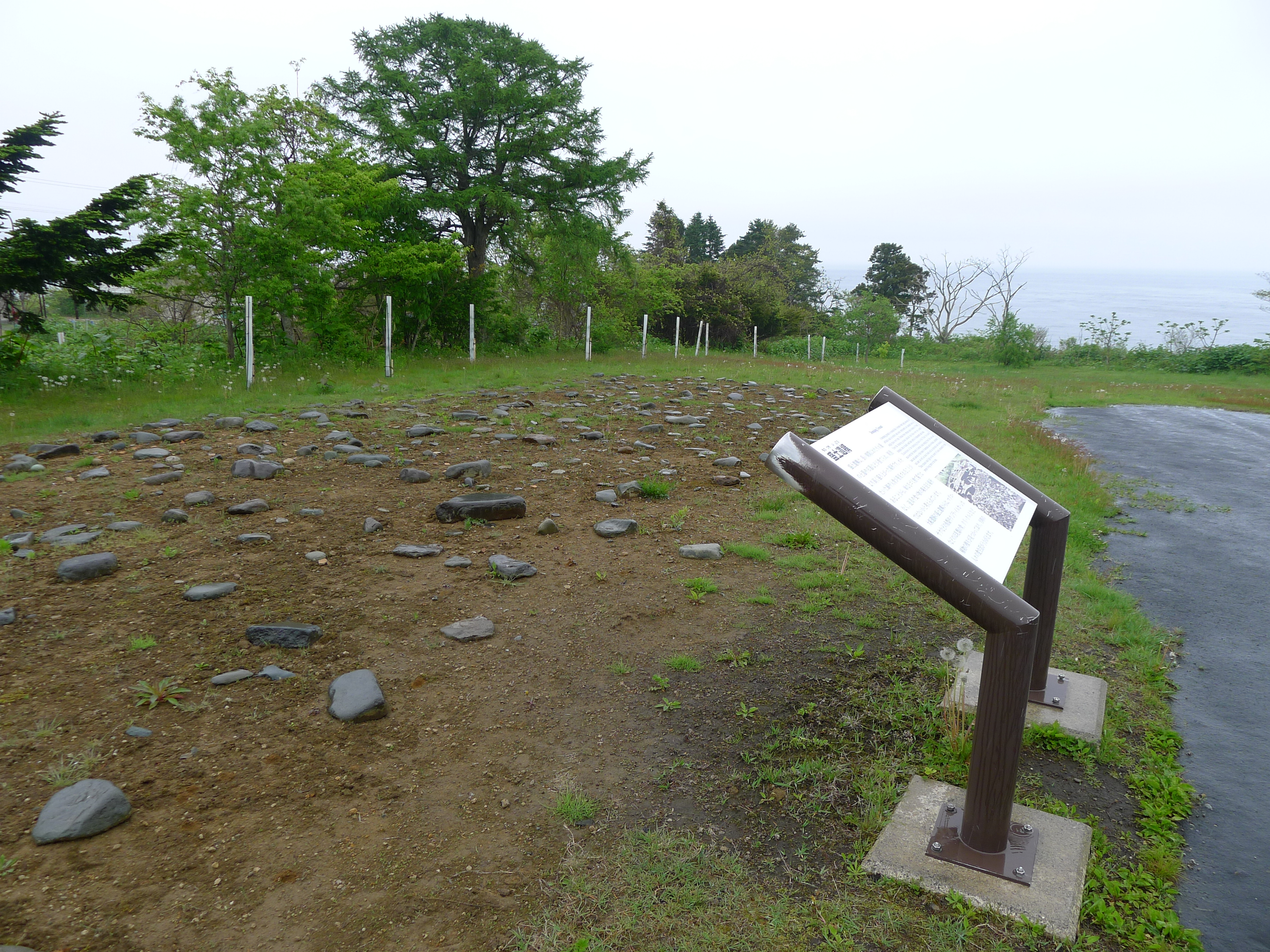
大船遺跡
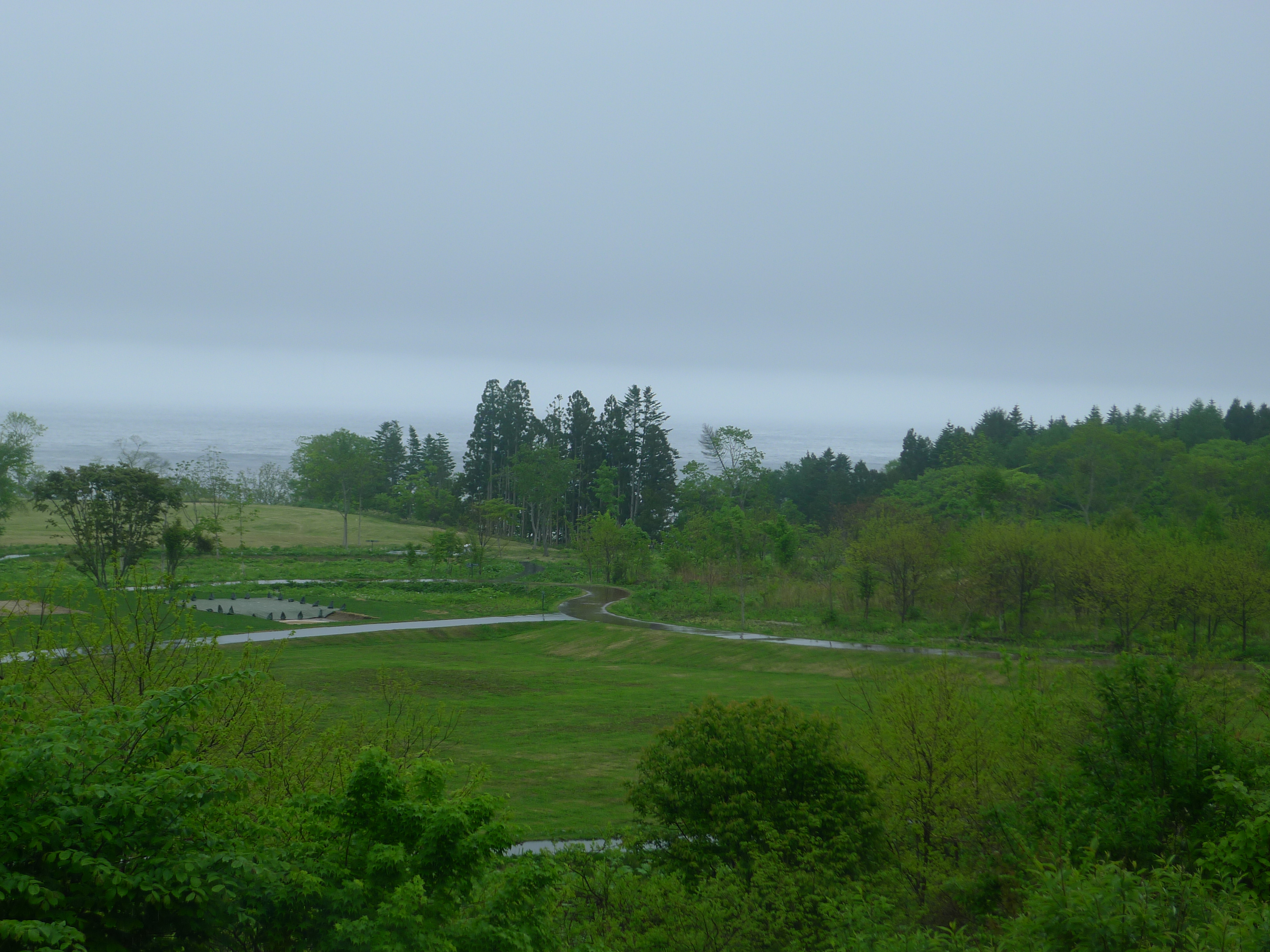
垣ノ島遺跡（遠景）
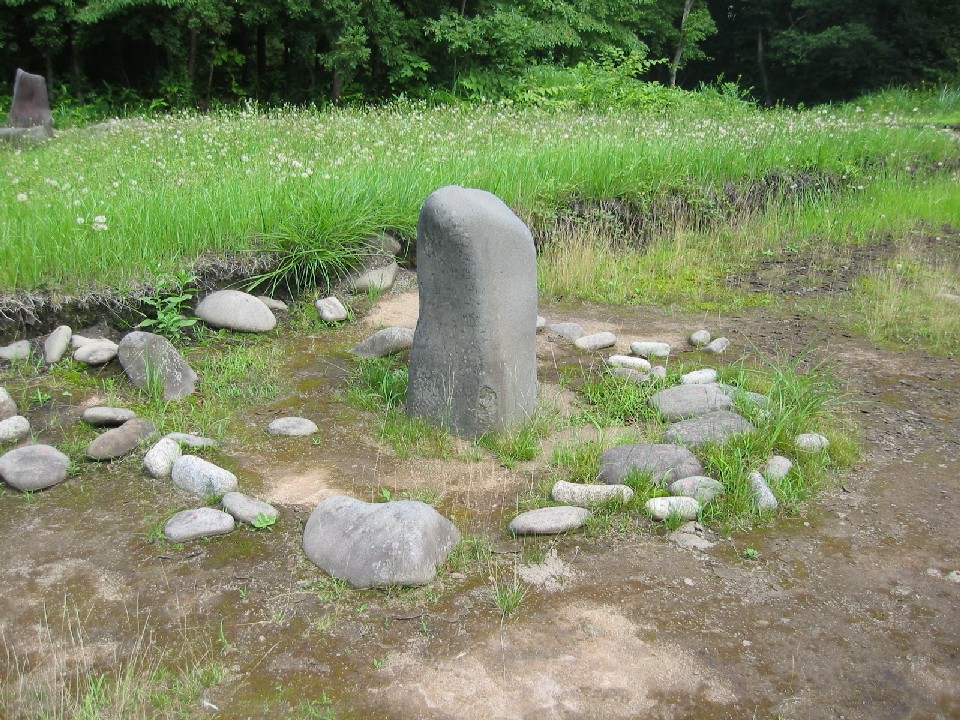
小牧野遺跡の環状列石の中心部
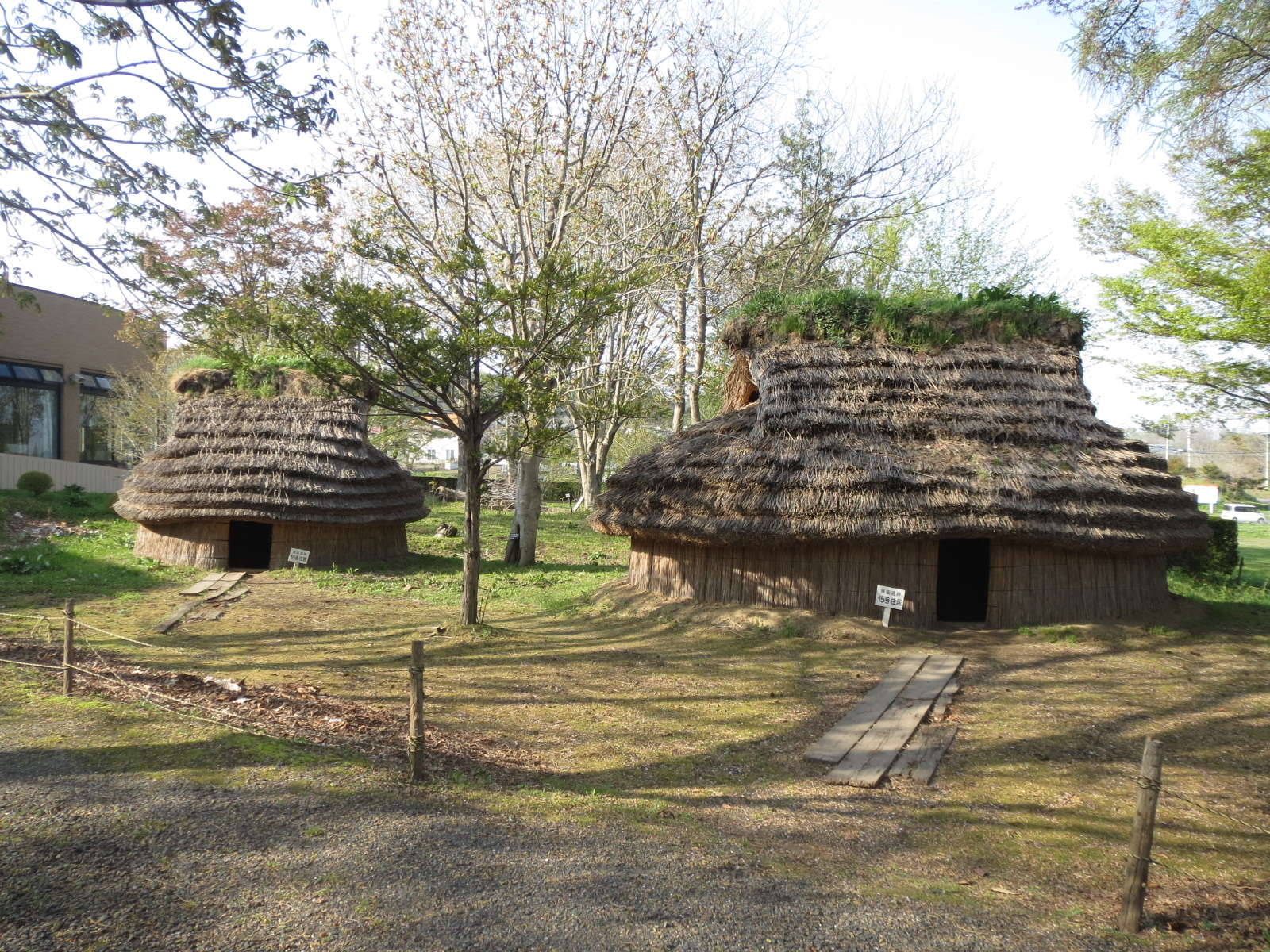
是川遺跡の復元建物（㊟2024年に解体）
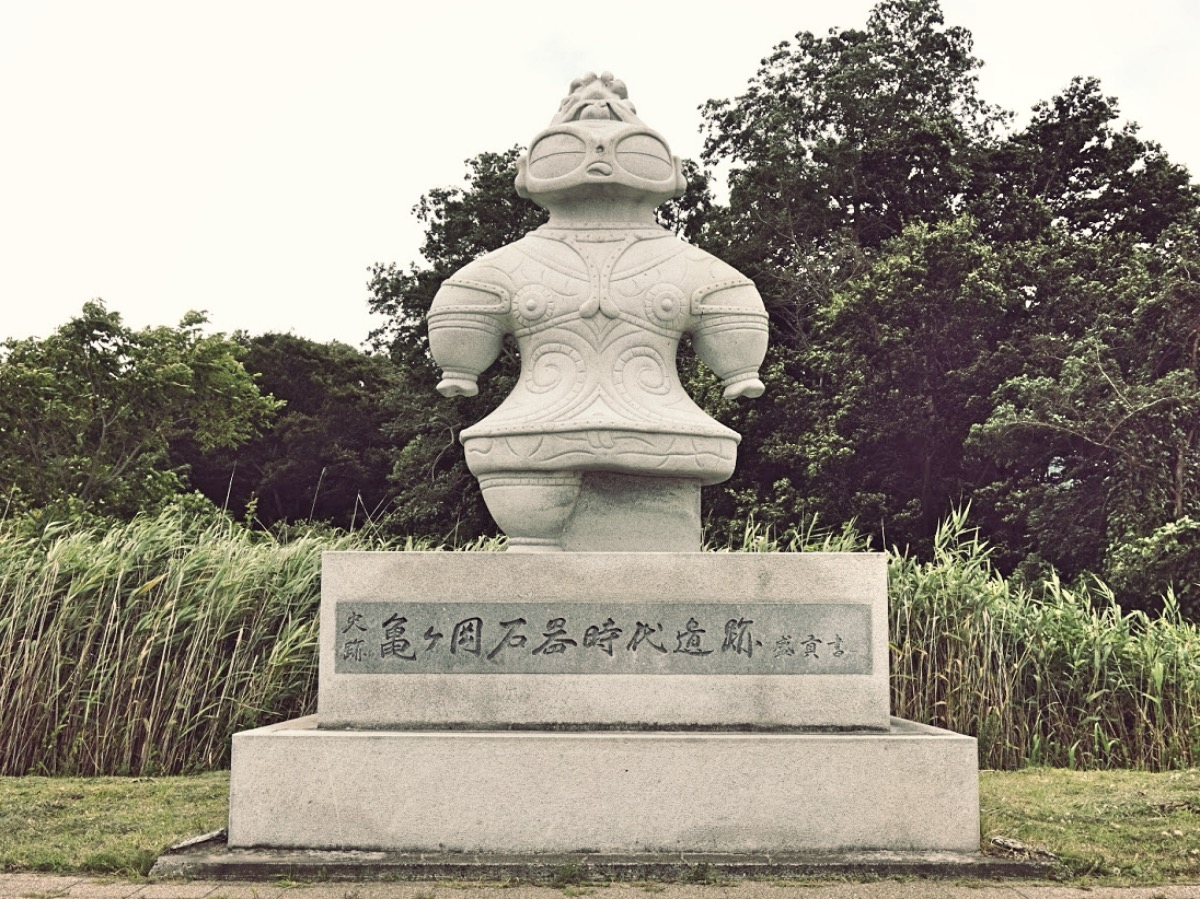
亀ヶ岡遺跡の土偶のモニュメント
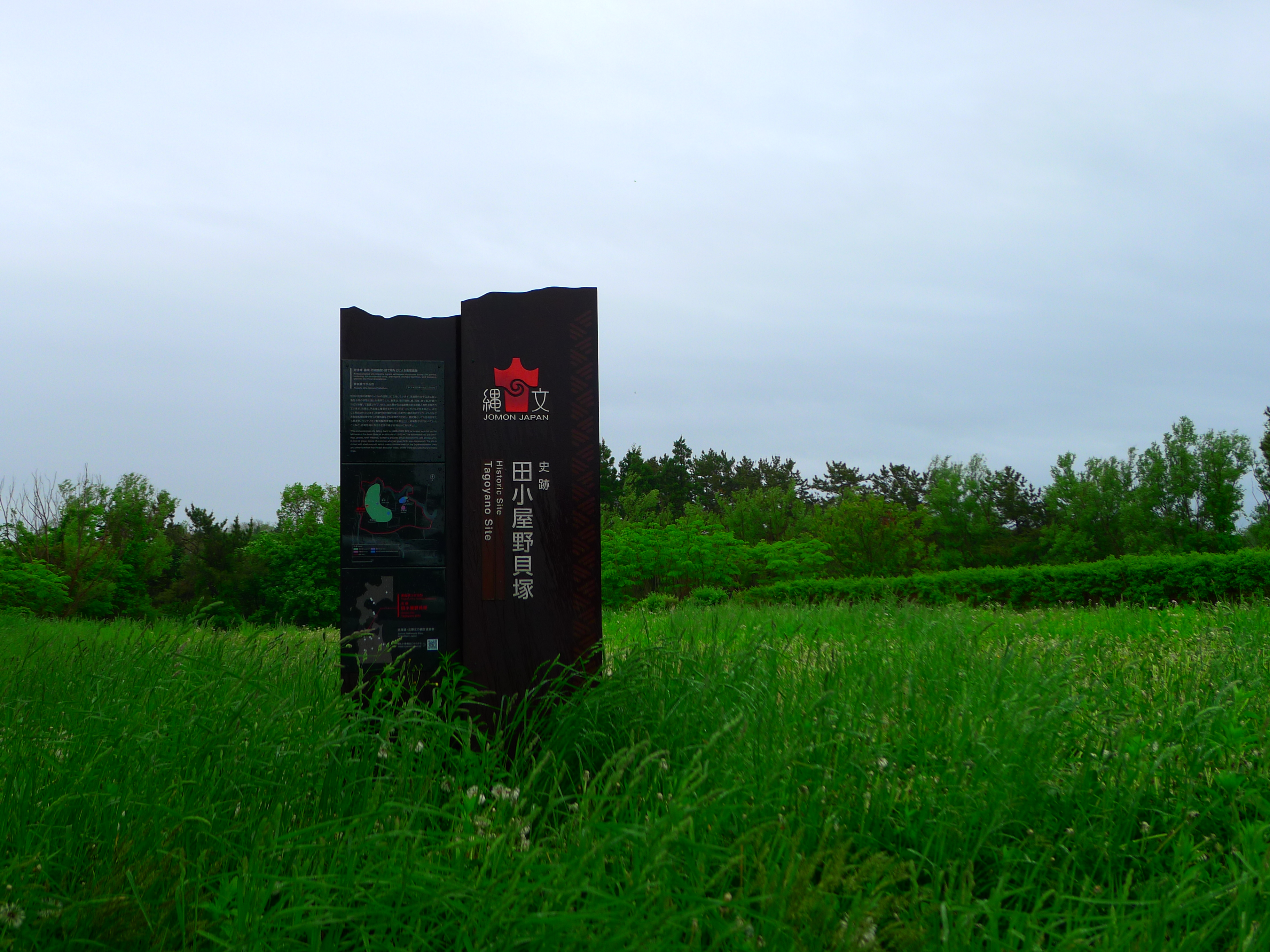
田小屋野貝塚
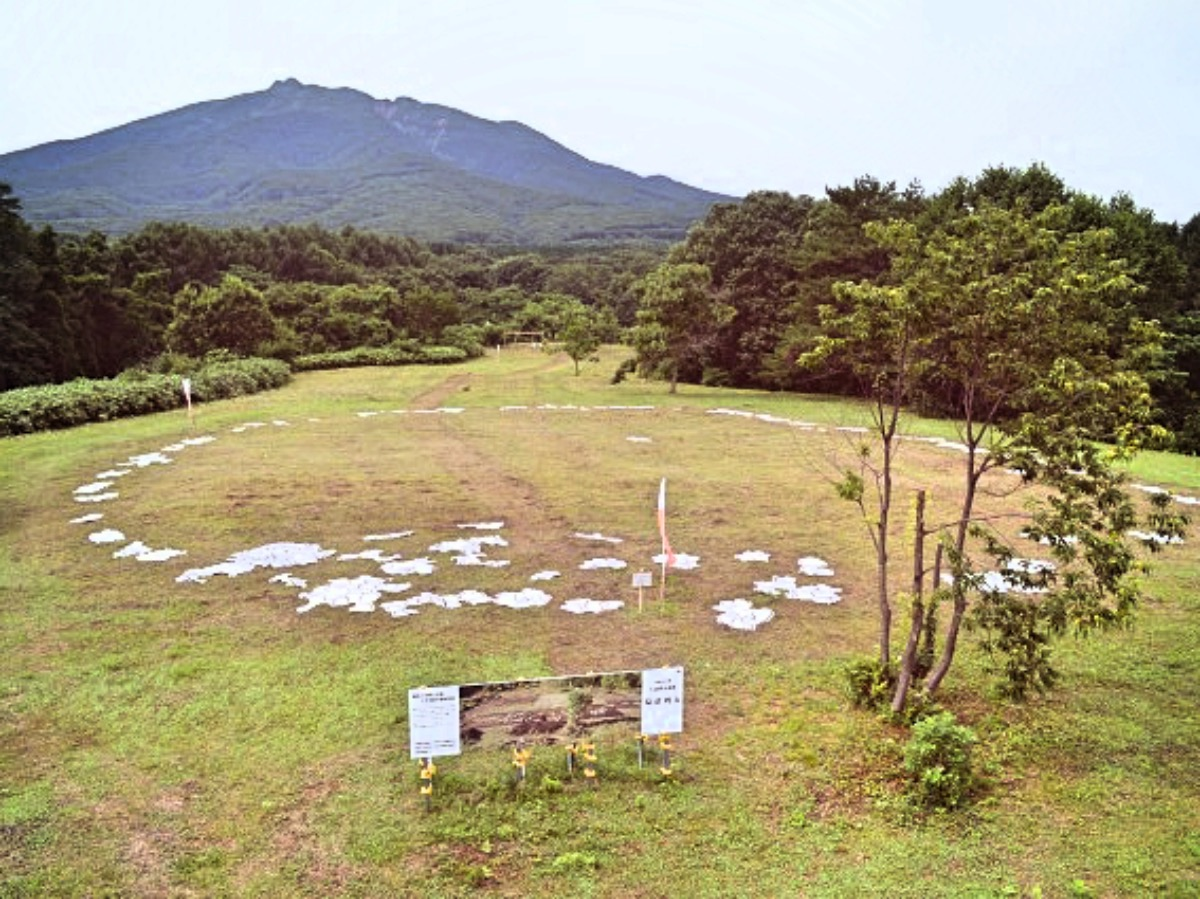
大森勝山遺跡のストーンサークル
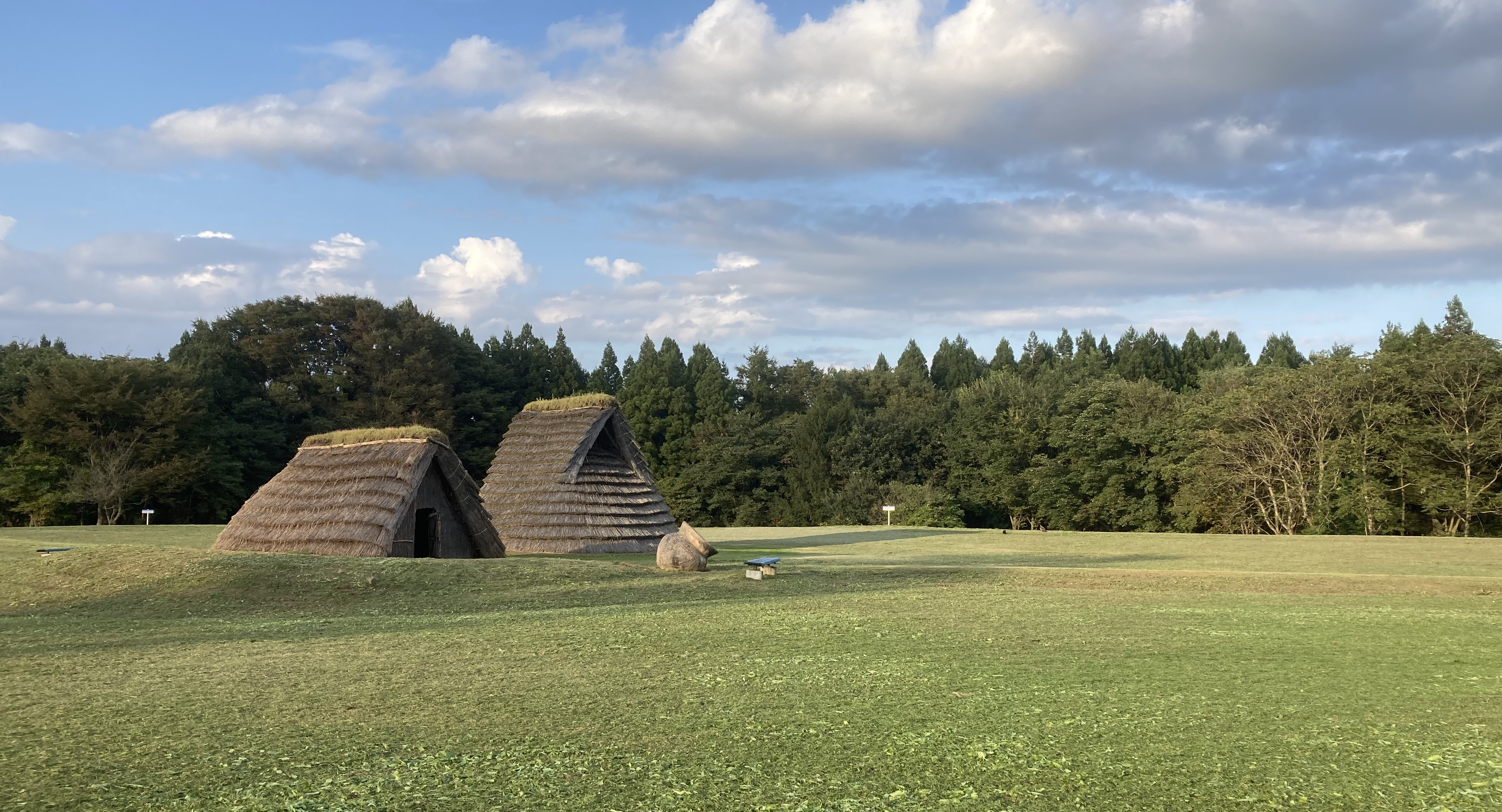
二ツ森貝塚
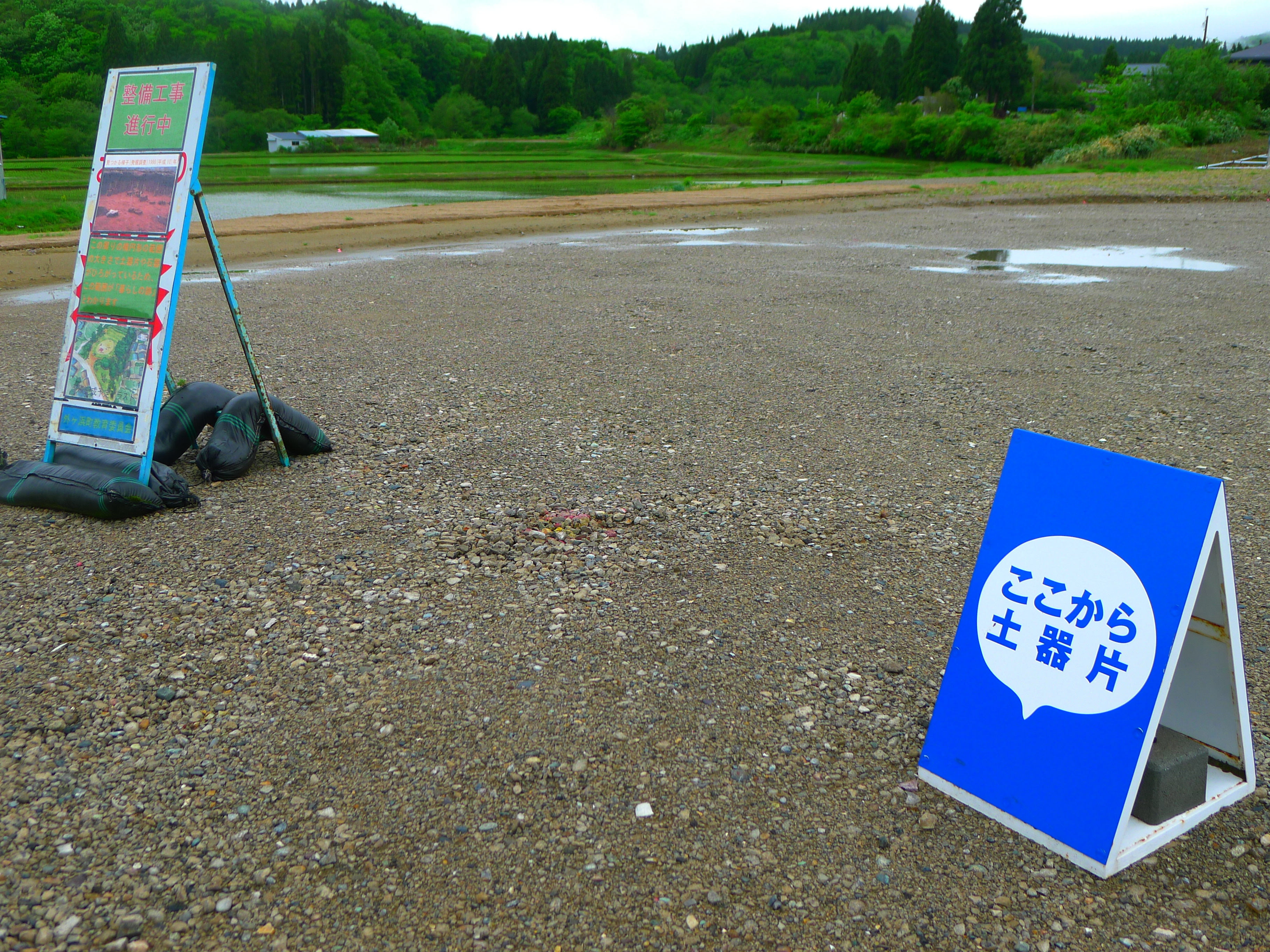
大平山元I遺跡
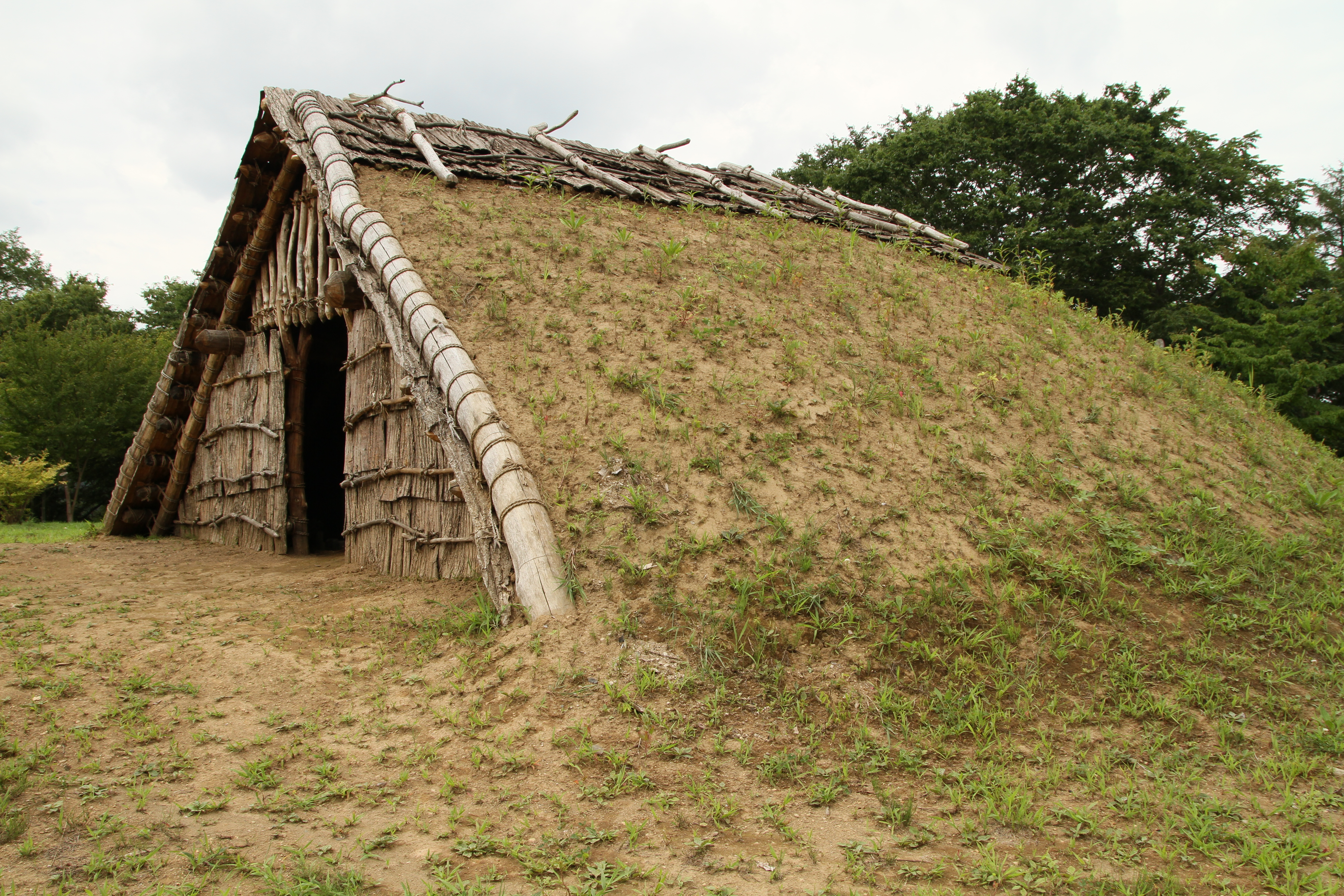
復元された御所野遺跡の盛土竪穴建物
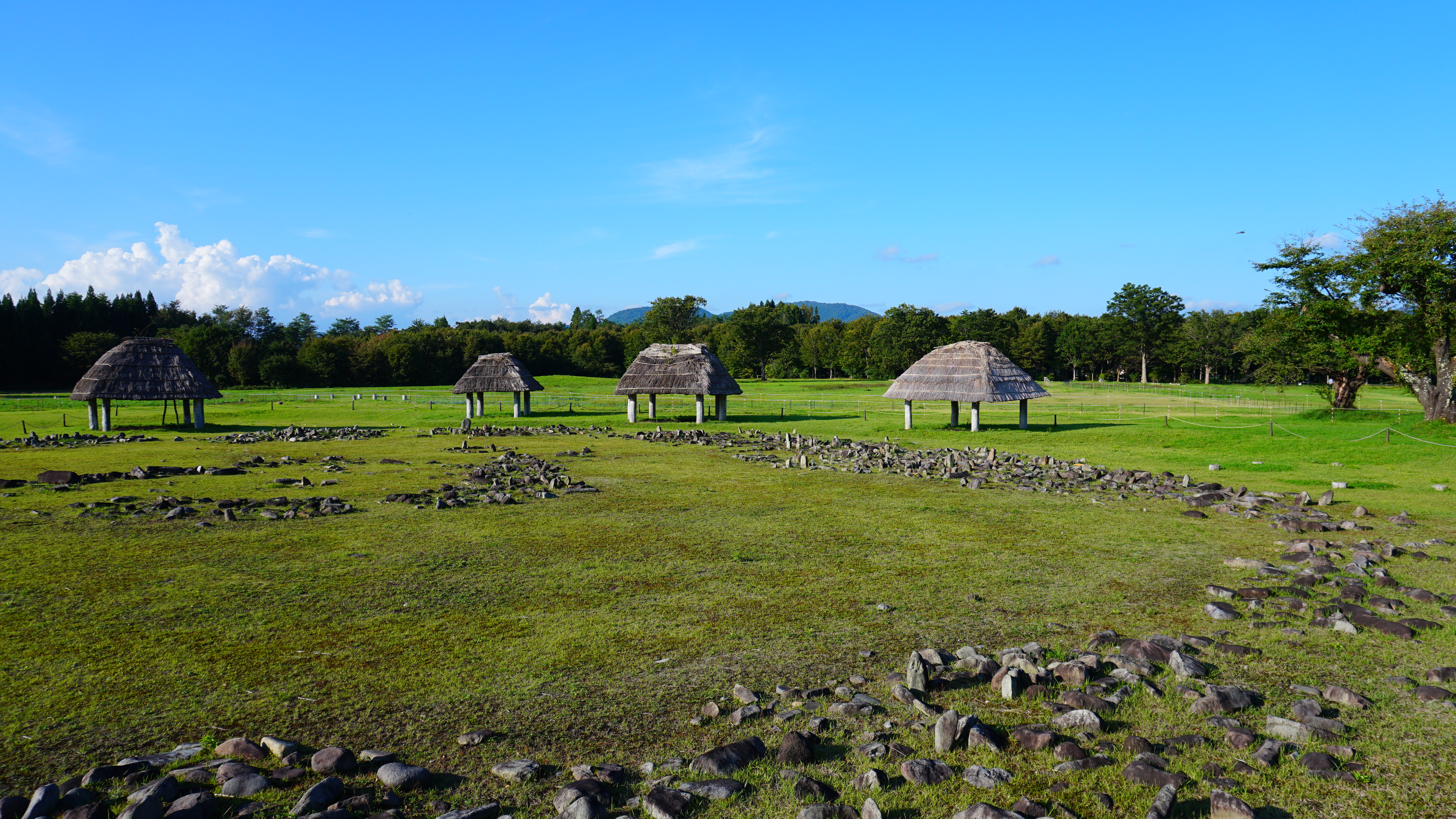
大湯環状列石
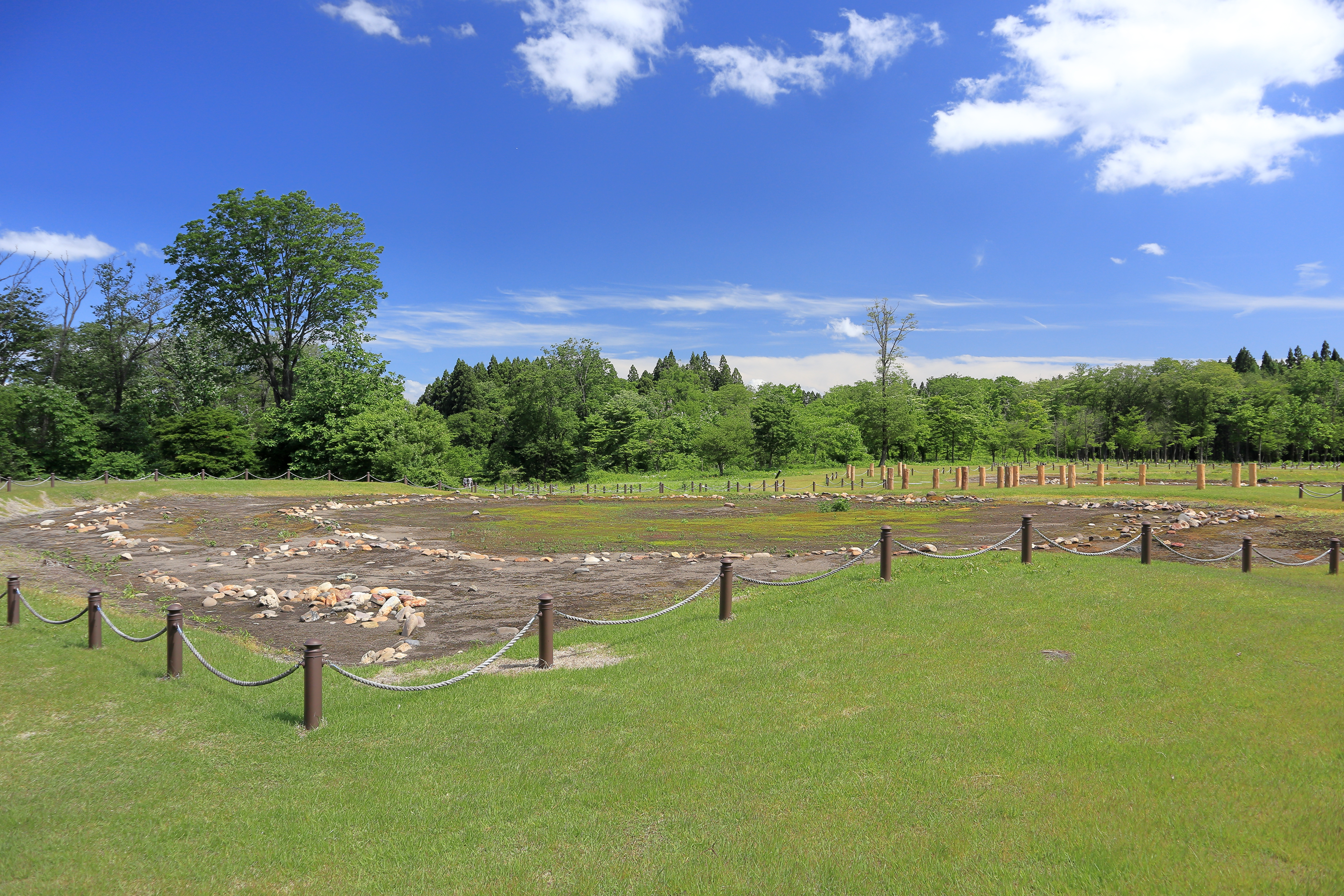
伊勢堂岱遺跡

## 登録基準
この世界遺産は世界遺産登録基準のうち、以下の条件を満たし、登録された（以下の基準は世界遺産センター公表の登録基準からの翻訳、引用である）。
- (3) 現存するまたは消滅した文化的伝統または文明の、唯一のまたは少なくとも稀な証拠。
- (5) ある文化（または複数の文化）を代表する伝統的集落、あるいは陸上ないし海上利用の際立った例。もしくは特に不可逆的な変化の中で存続が危ぶまれている人と環境の関わりあいの際立った例。

## ガイダンス施設
世界遺産条約では第5条で「文化遺産及び自然遺産の保護・保存及び整備の分野における全国的または地域的な研修センターの設置」という条文があり、世界遺産近くにガイダンス施設・ビジターセンターを設置することを求めており、世界遺産の縄文遺跡群にはほぼ各々に展示施設が完備されている。
キウス周堤墓群＝千歳市埋蔵文化財センター、北黄金貝塚＝北黄金貝塚情報センター、入江・高砂貝塚＝入江・高砂貝塚館、大船遺跡＝大船遺跡埋蔵文化財展示館（管理棟）、垣ノ島遺跡＝函館市縄文文化交流センター、三内丸山遺跡＝三内丸山遺跡センター縄文時遊館、小牧野遺跡＝青森市小牧野遺跡保護センター、是川遺跡＝八戸市埋蔵文化財センター 是川縄文館および八戸市縄文学習館、亀ヶ岡石器時代遺跡・田小屋野貝塚＝つがる市縄文住居展示資料館（カルコ）・つがる市木造亀ヶ岡考古資料室(縄文館)、大森勝山遺跡＝なし（遺物陳列とパネル展示のみの弘前市裾野地区体育文化交流センターが代行）、二ツ森貝塚＝二ツ森貝塚館、大平山元I遺跡＝む～もん館、御所野遺跡＝御所野縄文博物館、大湯環状列石＝大湯ストーンサークル館、伊勢堂岱遺跡＝伊勢堂岱縄文館。
但し、北海道においては世界遺産登録前後から新型コロナウイルスのパンデミックにより、改正・新型インフルエンザ等対策特別措置法に基づく蔓延防止等重点措置や緊急事態宣言が発出されたことから、多くの施設が臨時休館となった。
なお、キウス周堤墓群の千歳市埋蔵文化財センターは遺跡から7キロほど離れているため隣接地に専従施設となるキウス周堤墓群ガイダンスセンターが2025年4月25日にオープン、入江・高砂貝塚の入江・高砂貝塚館は改修を終えて2021年7月にリニューアルオープン、亀ヶ岡石器時代遺跡・田小屋野貝塚の縄文住居展示資料館と木造亀ヶ岡考古資料室は閉鎖統合し2029年度に新設計画中、二ツ森貝塚はそれまでの七戸中央公民館から2021年4月に二ツ森貝塚館がオープン（廃校舎利用）、大平山元I遺跡も既存の外ヶ浜町大山ふるさと資料館（木造廃校利用）から2024年4月にむ～もん館を新設。唯一ガイダンス施設がない大森勝山遺跡も既存の裾野地区体育文化交流センターを改修し2026年度に開館する。一方で是川遺跡の八戸市縄文学習館は遺跡公園整備事業に伴い2024年度中に解体され（既に2022年から閉鎖状態）、是川縄文館に統合される。
なお、2021年9月27日の青森県議会において一道三県を代表して青森県に総合的なガイダンス施設としての世界遺産センター建設誘致が議題として取り上げられ、10月22日に開催された北海道・北東北知事サミットでも中核施設となる世界遺産センター設立の意義を四知事が確認。一方で2024年4月26日に開業した青森駅東口ビル内に青森県内の世界遺産登録遺跡を紹介する「あおもり縄文ステーション・じょもじょも」を開設。また、北海道も道央（キウス周堤墓群、北黄金貝塚、入江・高砂貝塚）と道南（大船遺跡、垣ノ島遺跡）に情報発信施設を設置することが2024年6月に明らかになった。

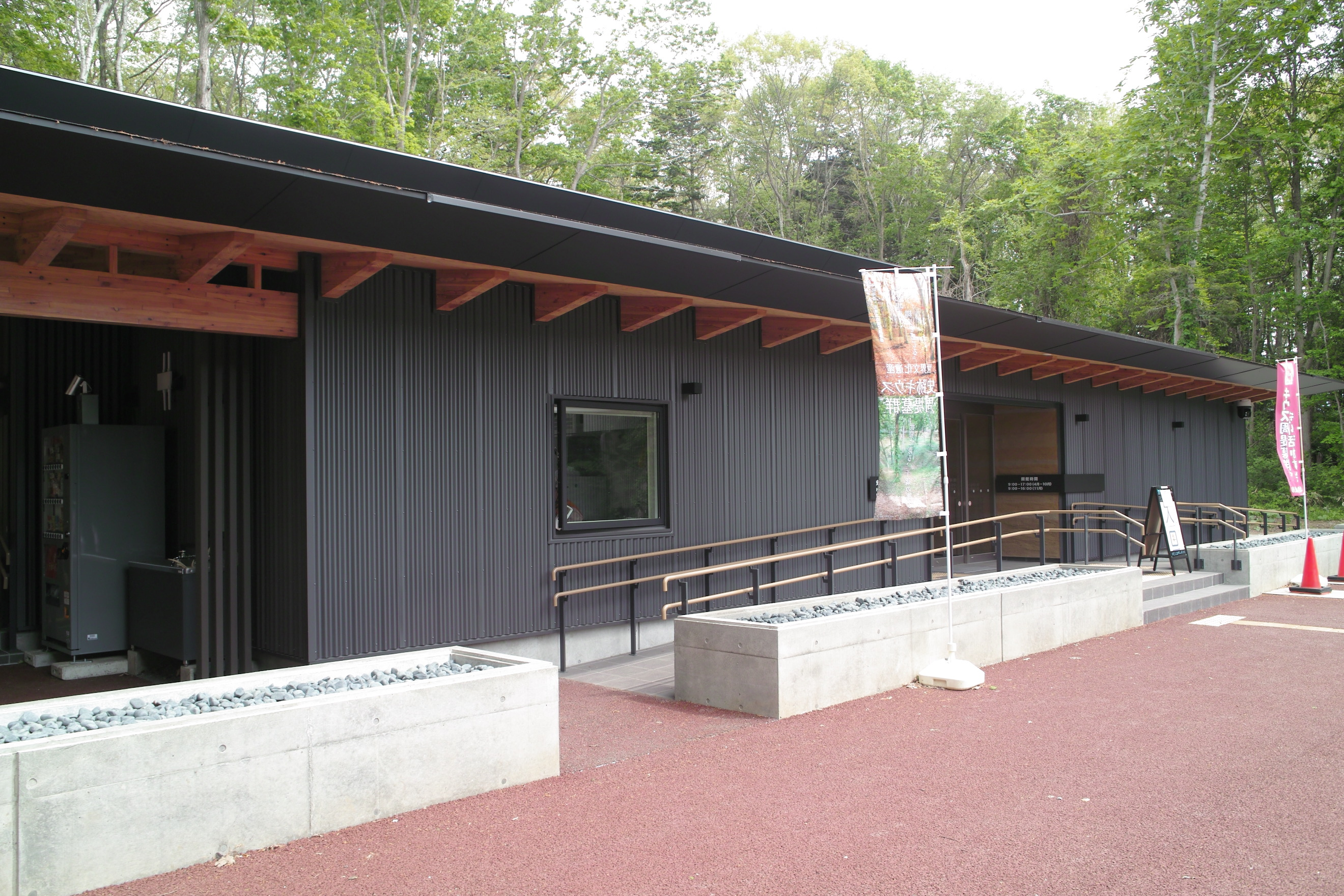
キウス周堤墓ガイダンスセンター
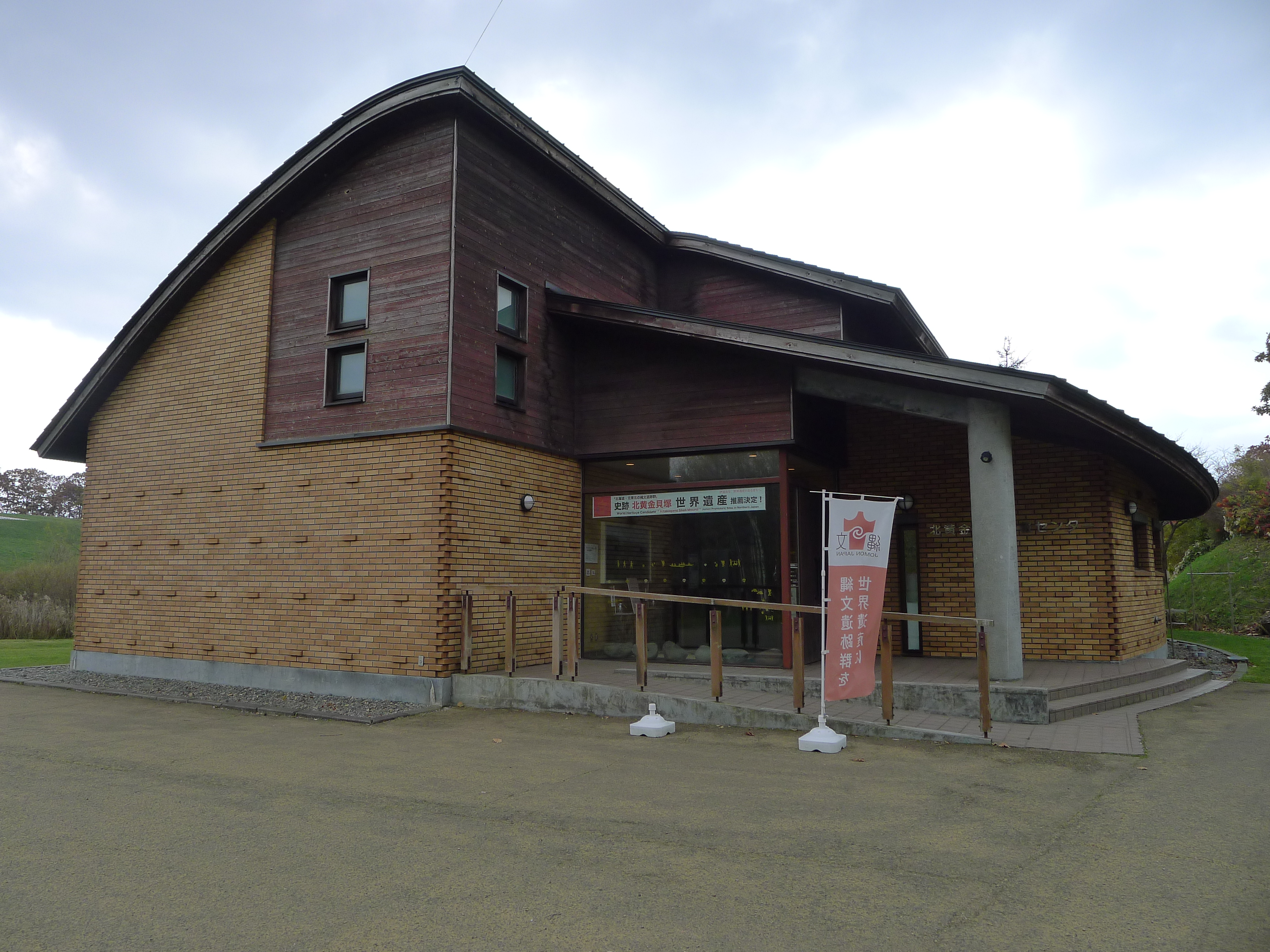
北黄金貝塚情報センター
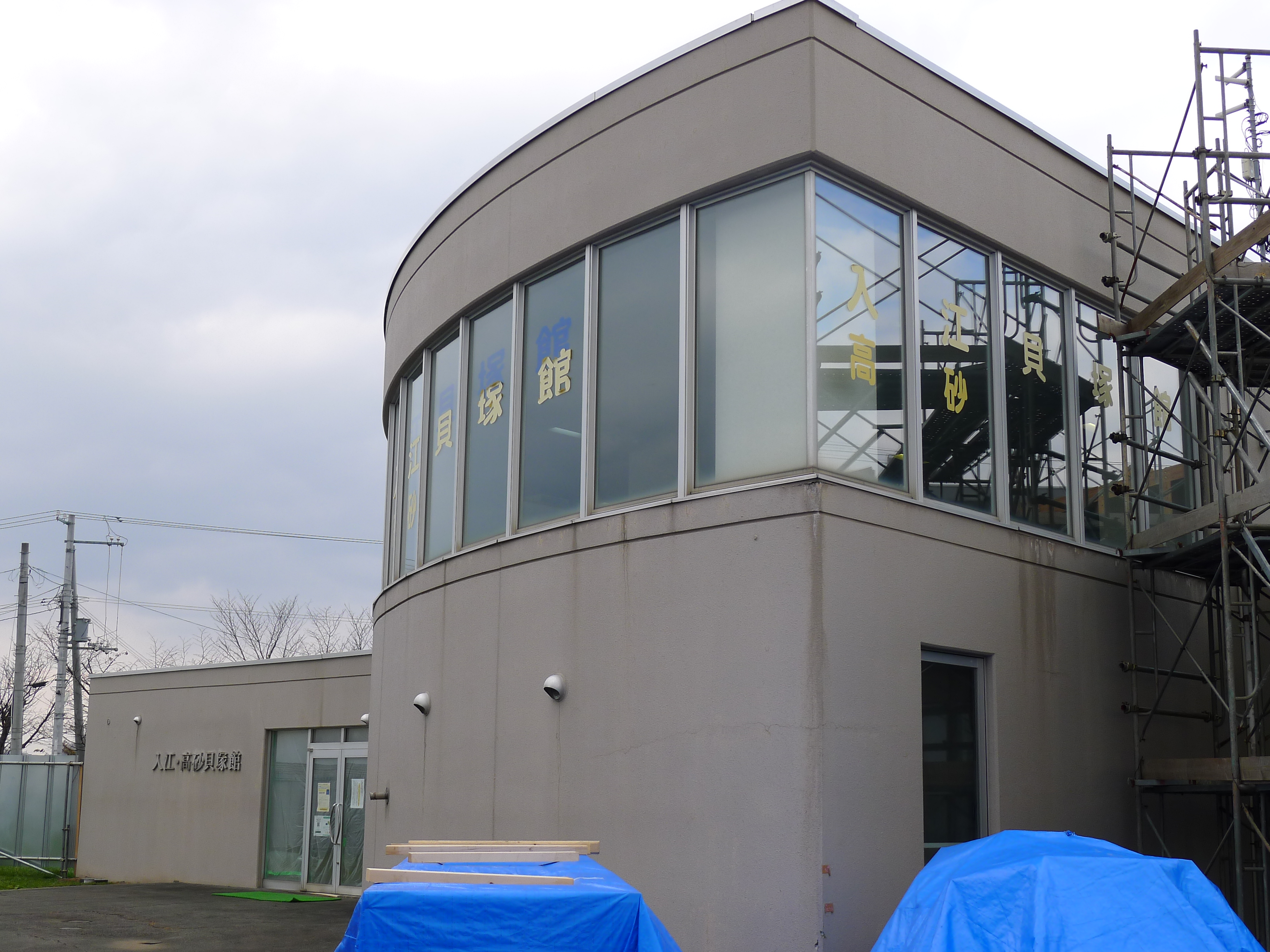
入江・高砂貝塚館
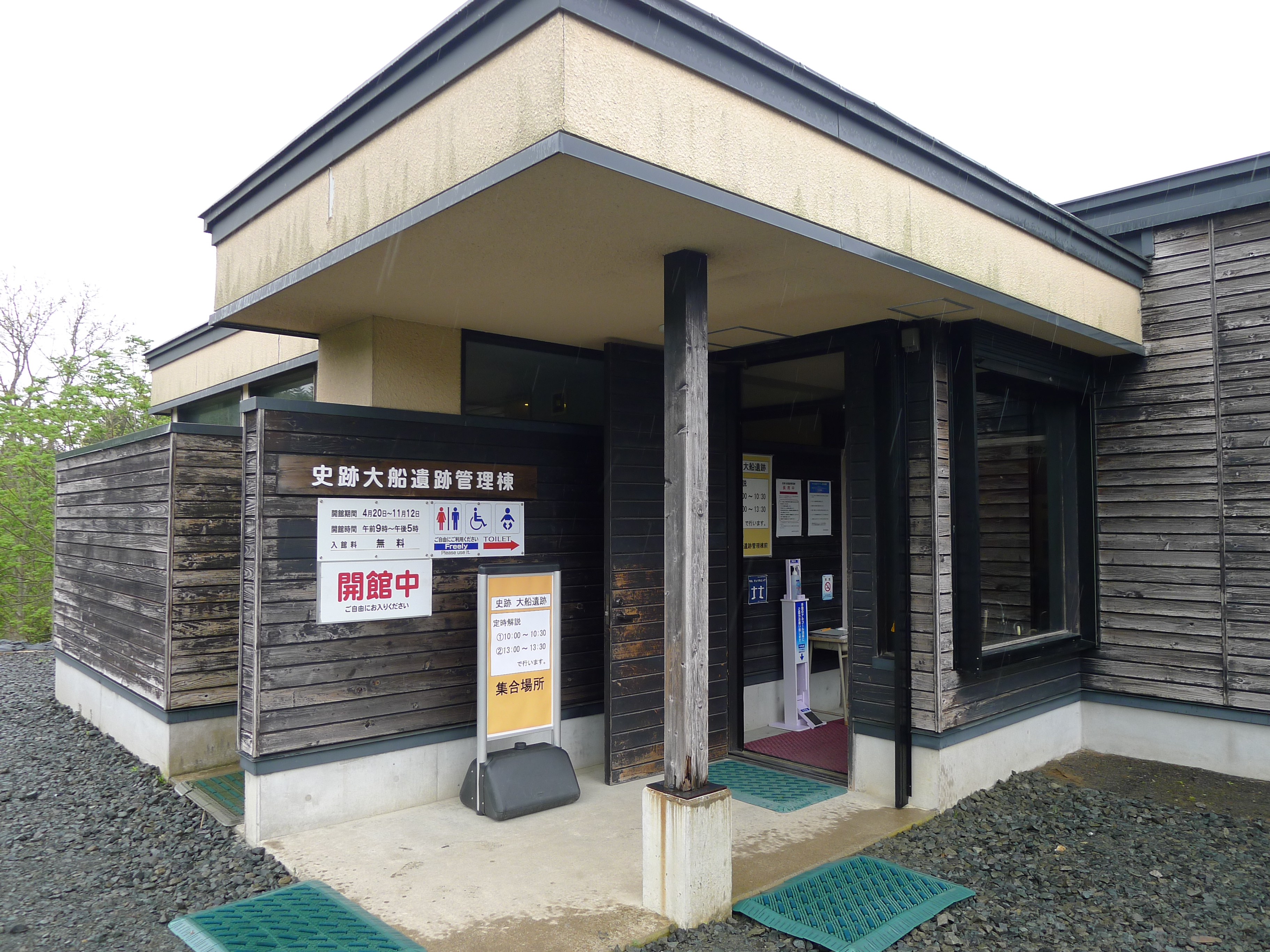
大船遺跡管理棟
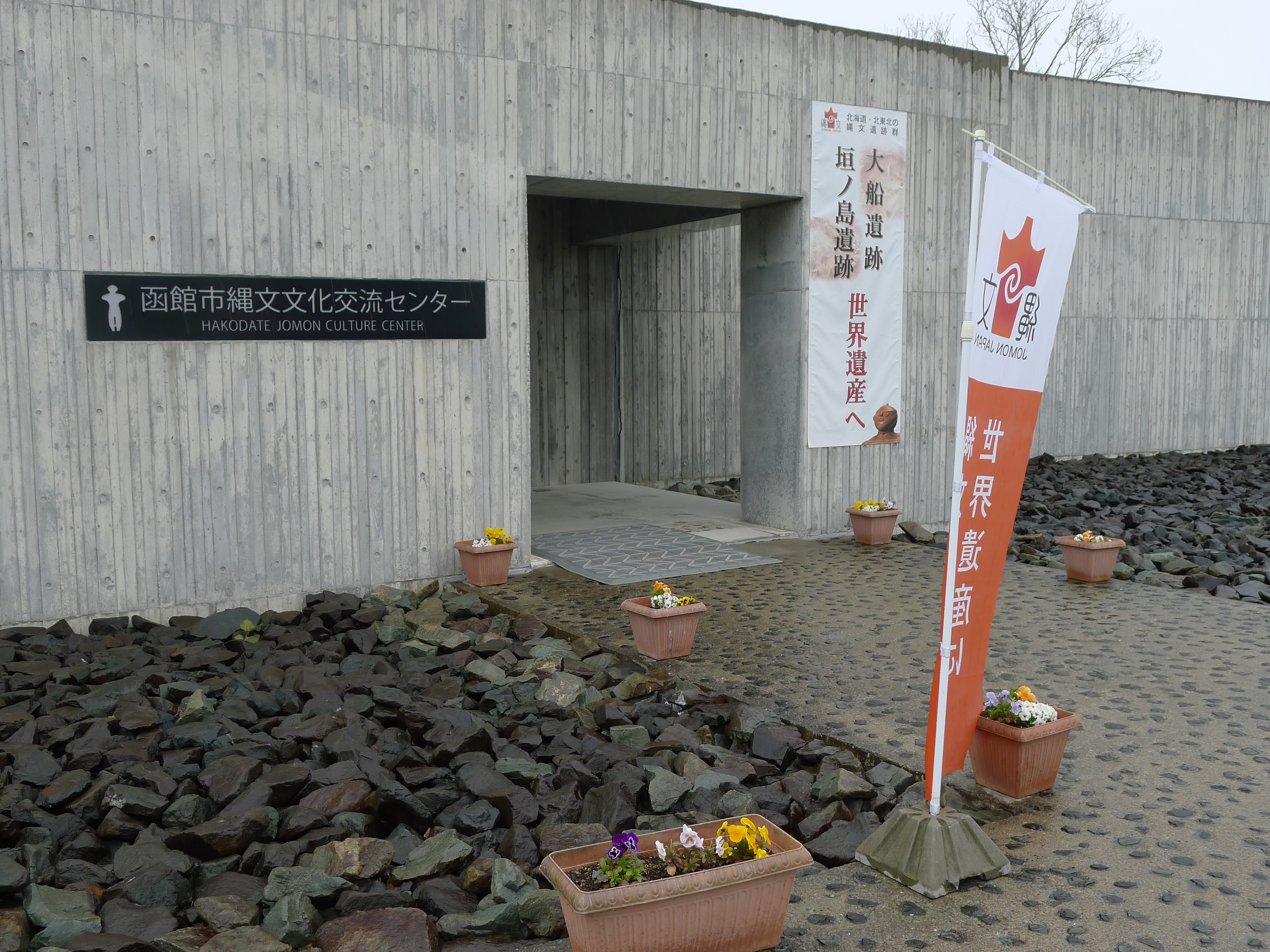
函館市縄文文化交流センター
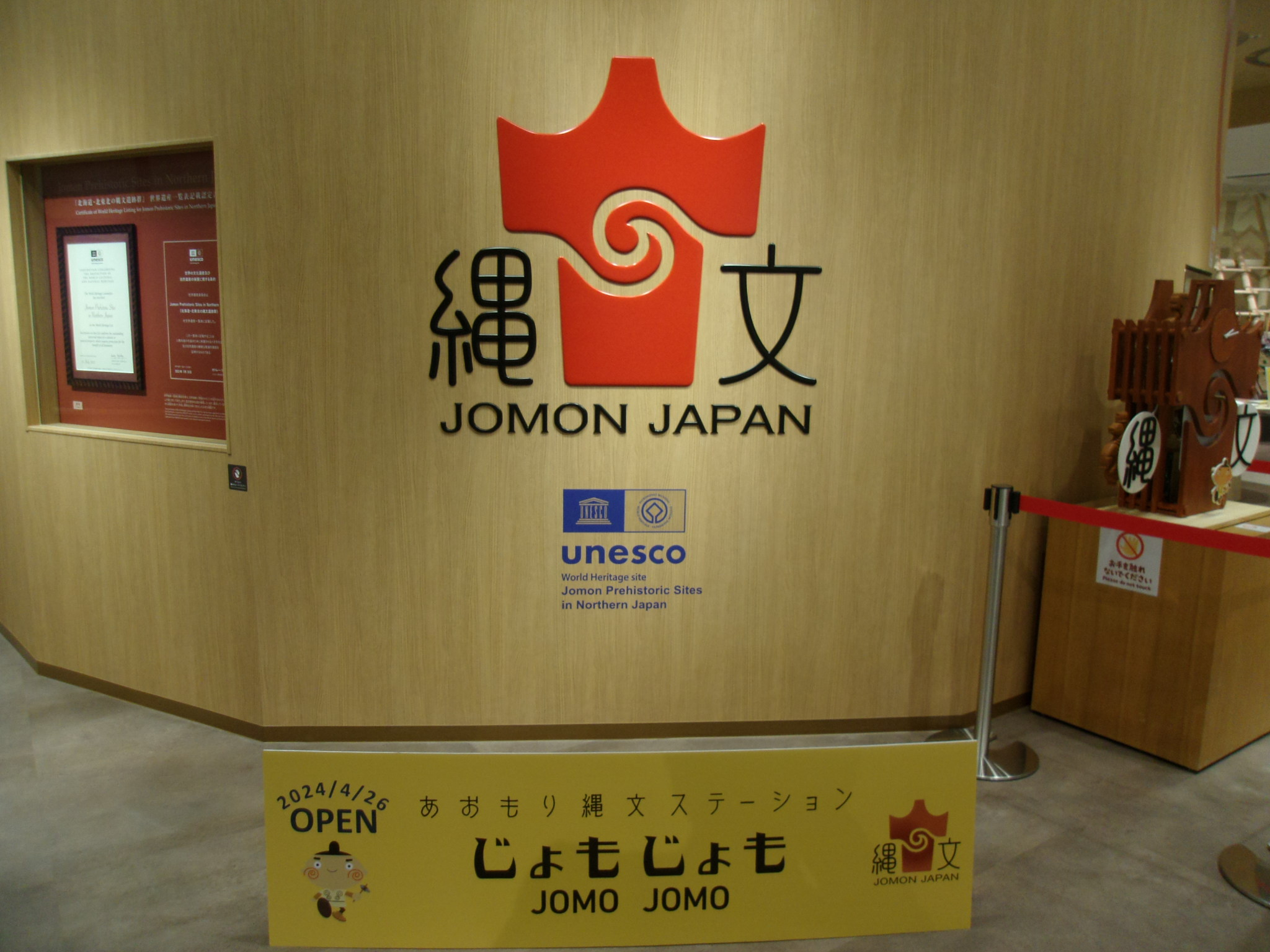
じょもじょも
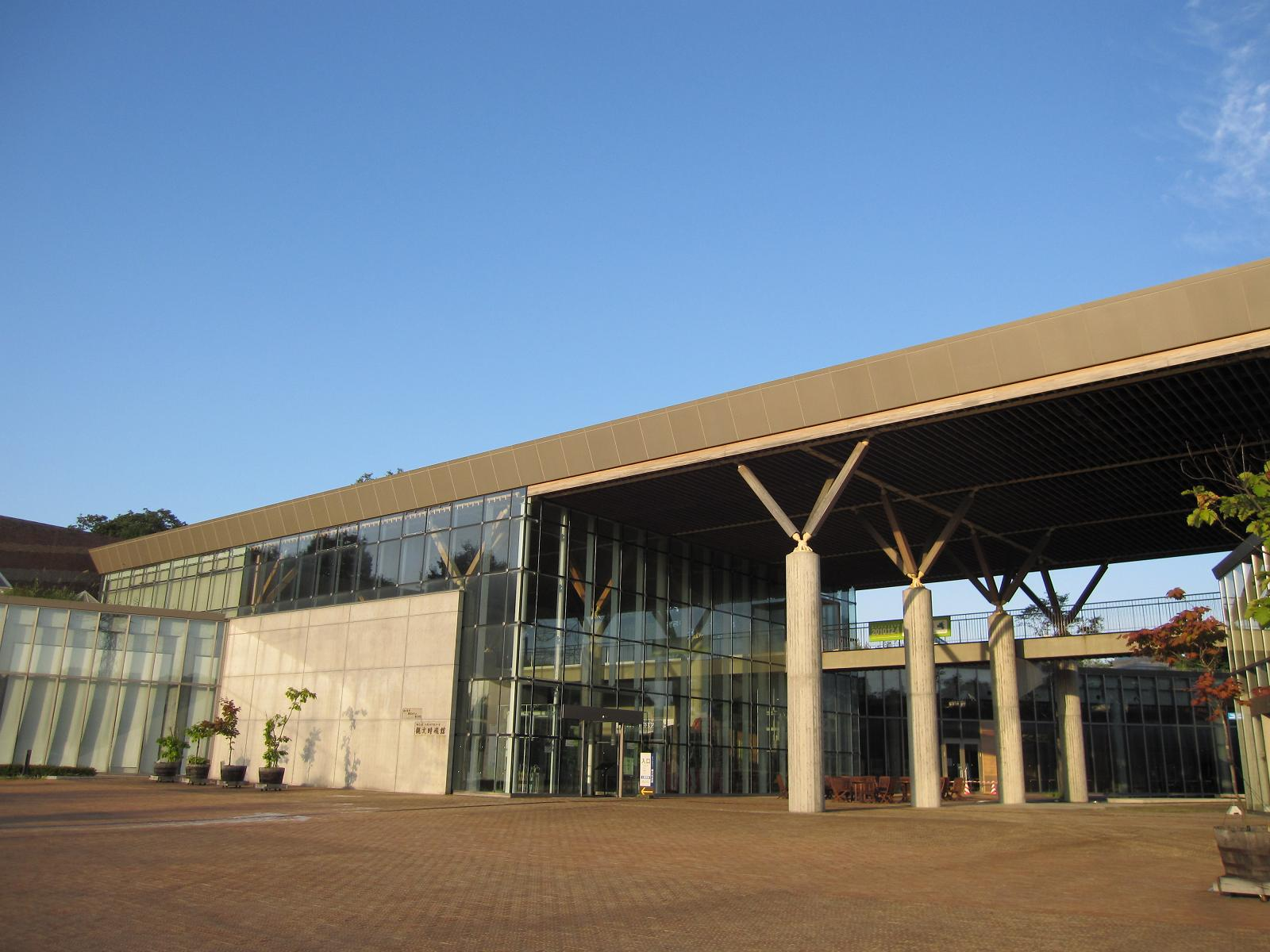
三内丸山遺跡縄文時遊館
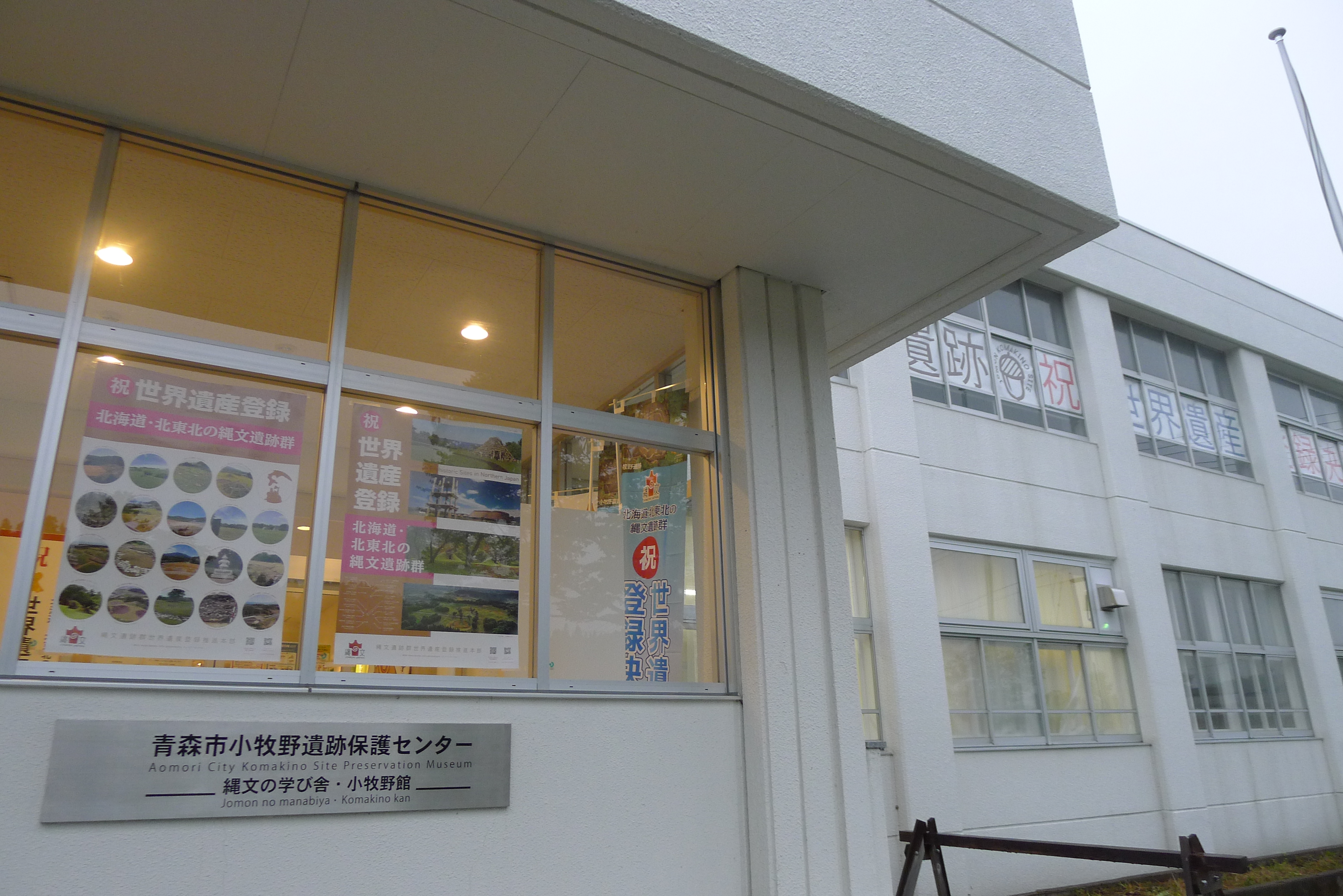
小牧野遺跡保護センター
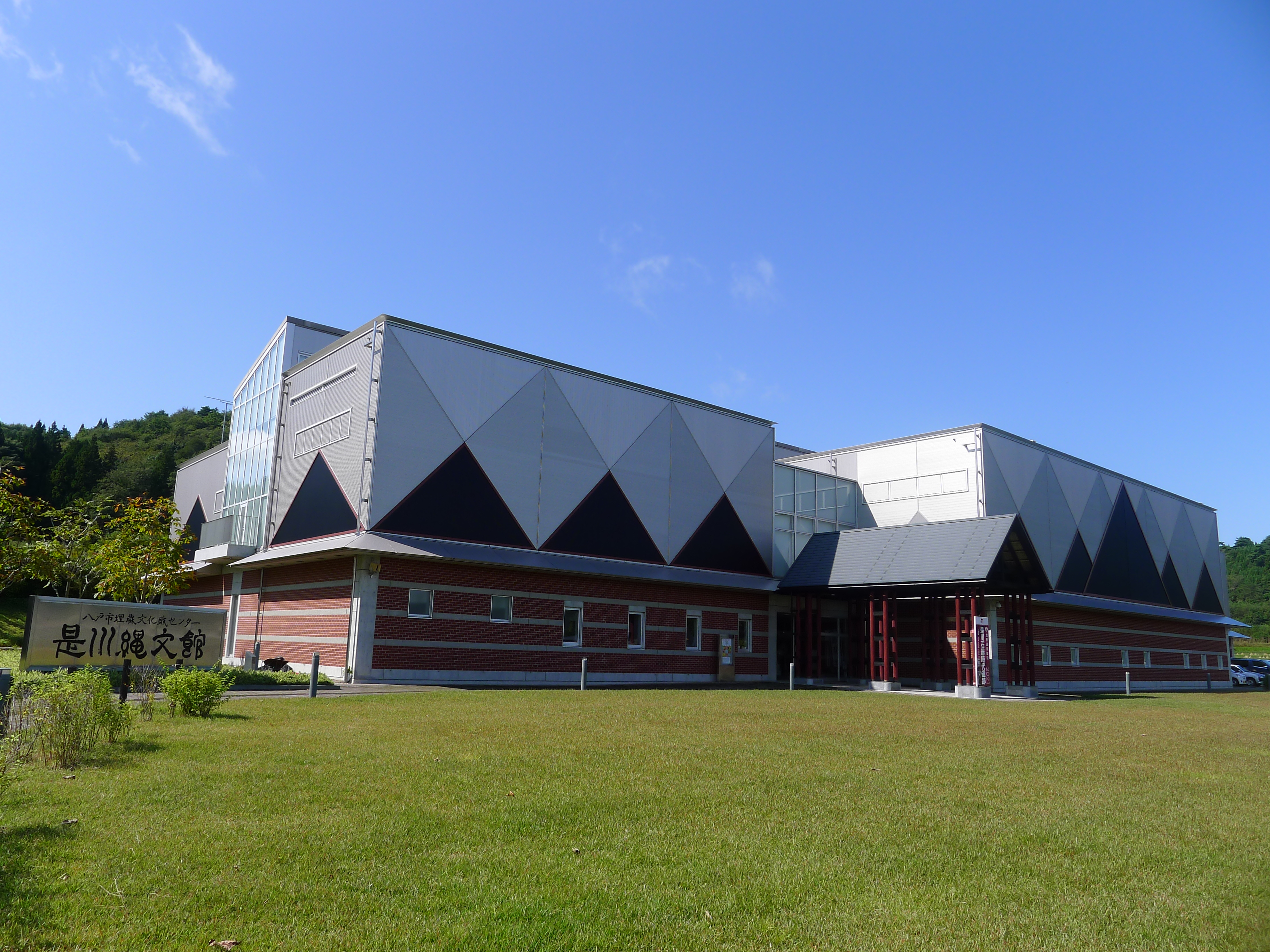
是川縄文館
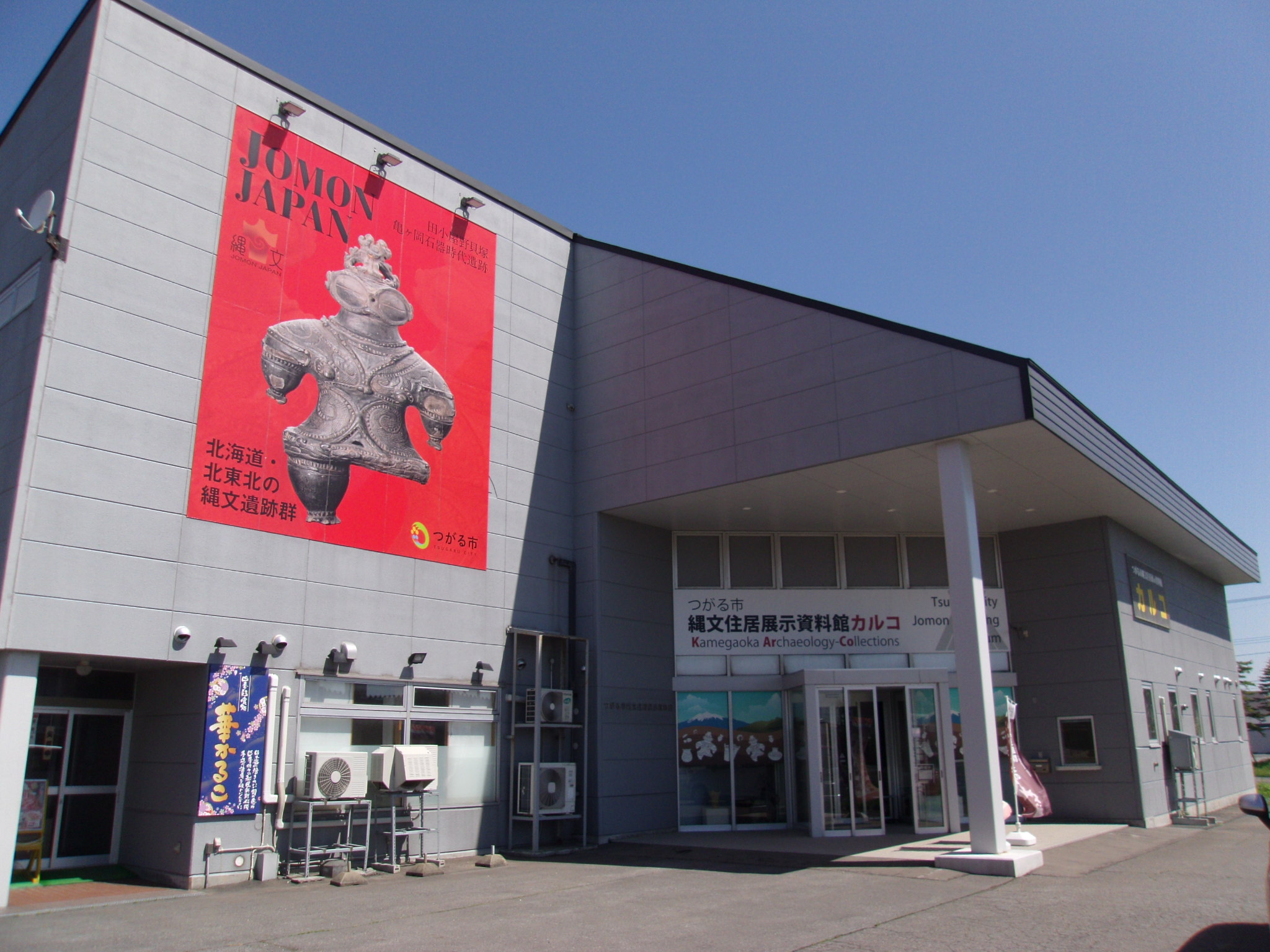
カルコ
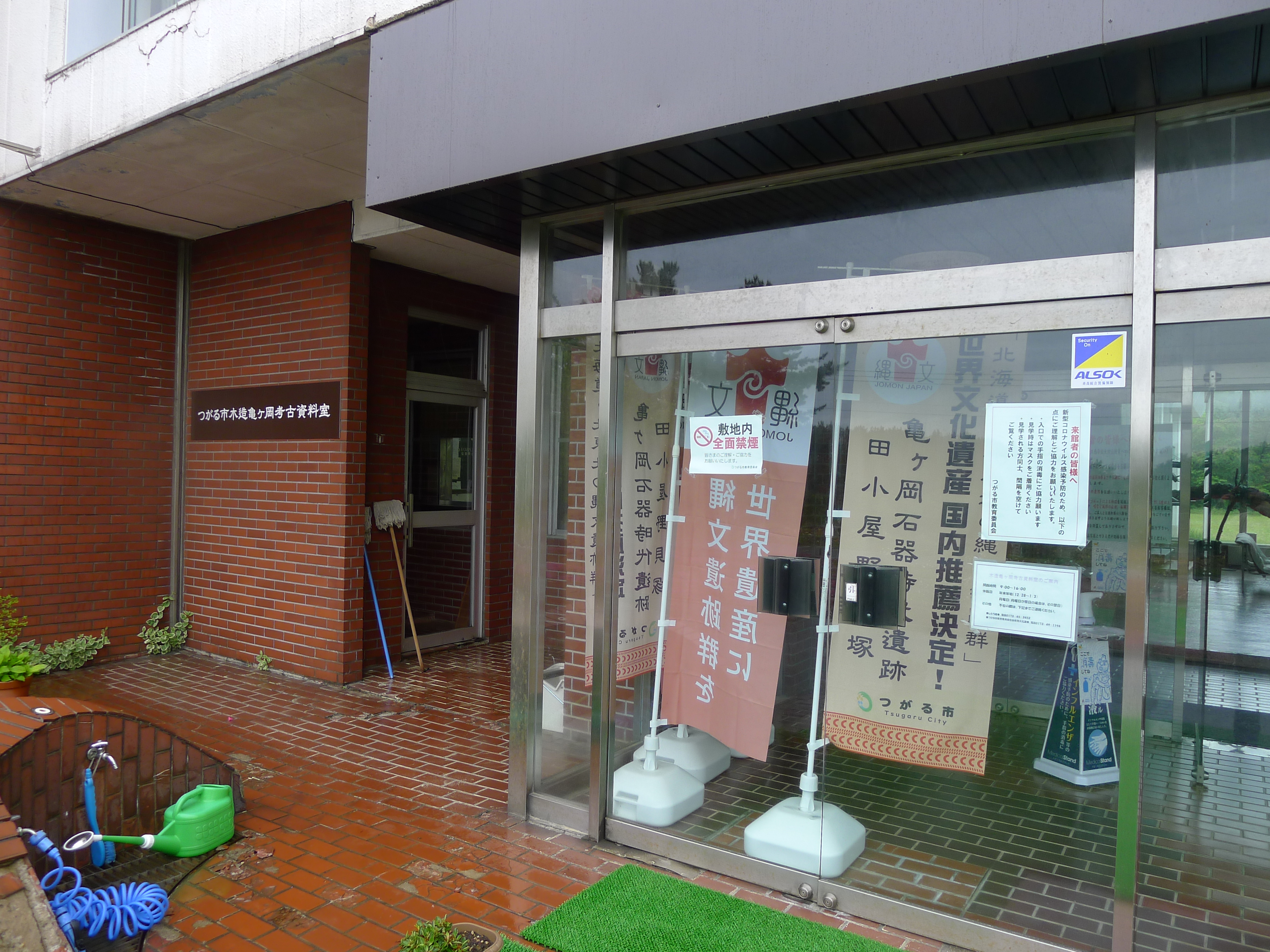
木造亀ヶ岡考古資料室
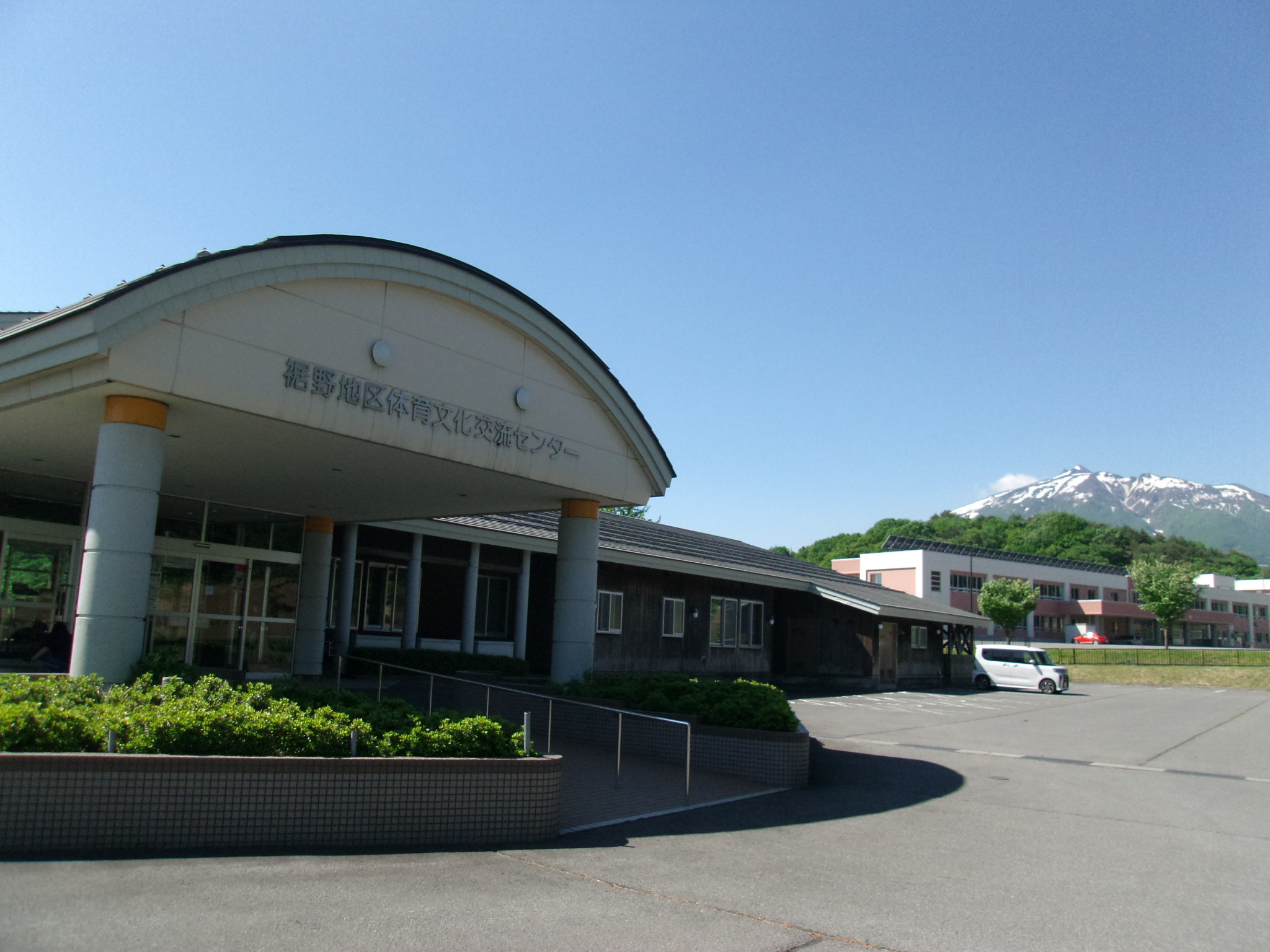
裾野地区体育文化交流センター
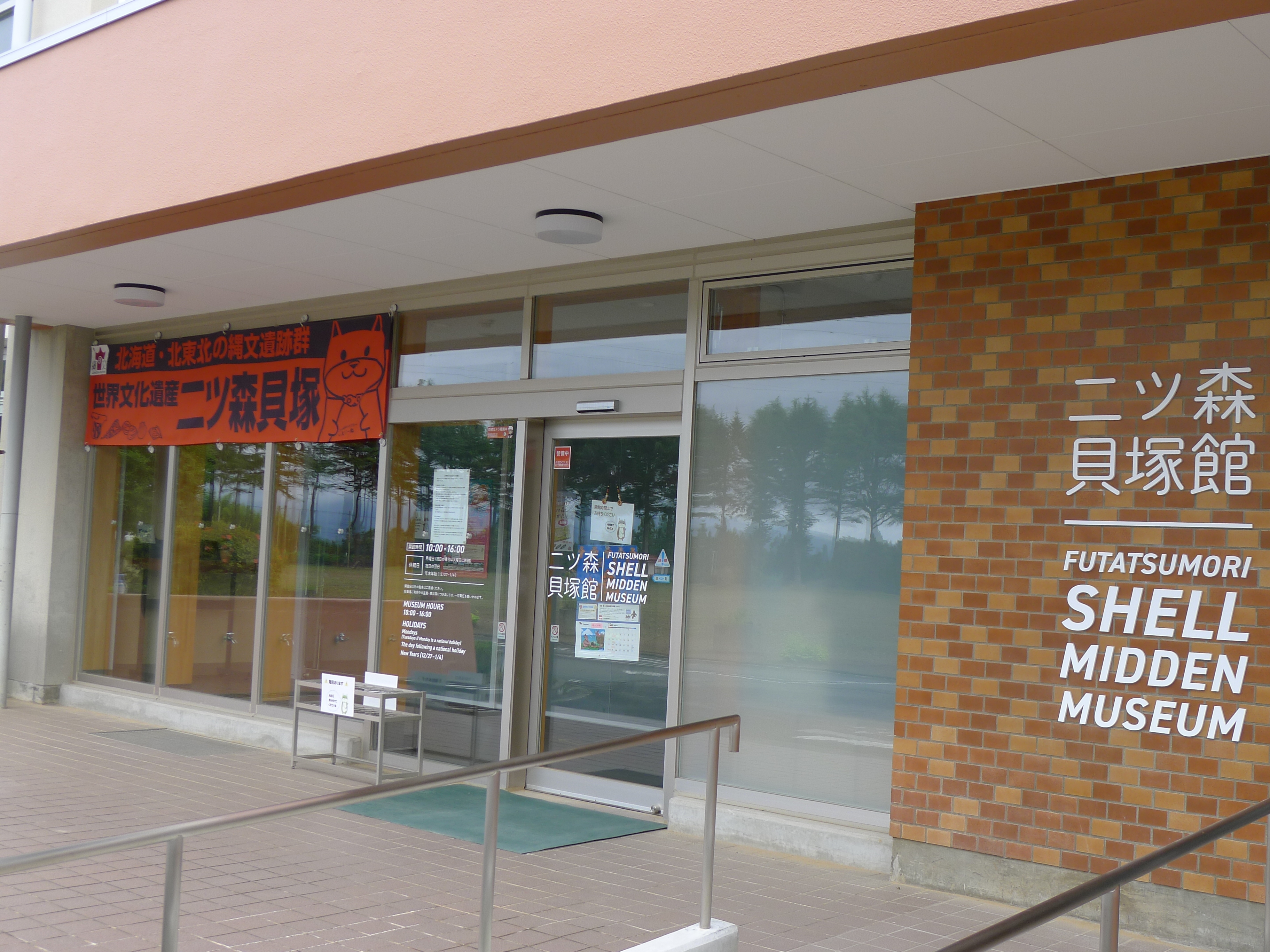
二ツ森貝塚館
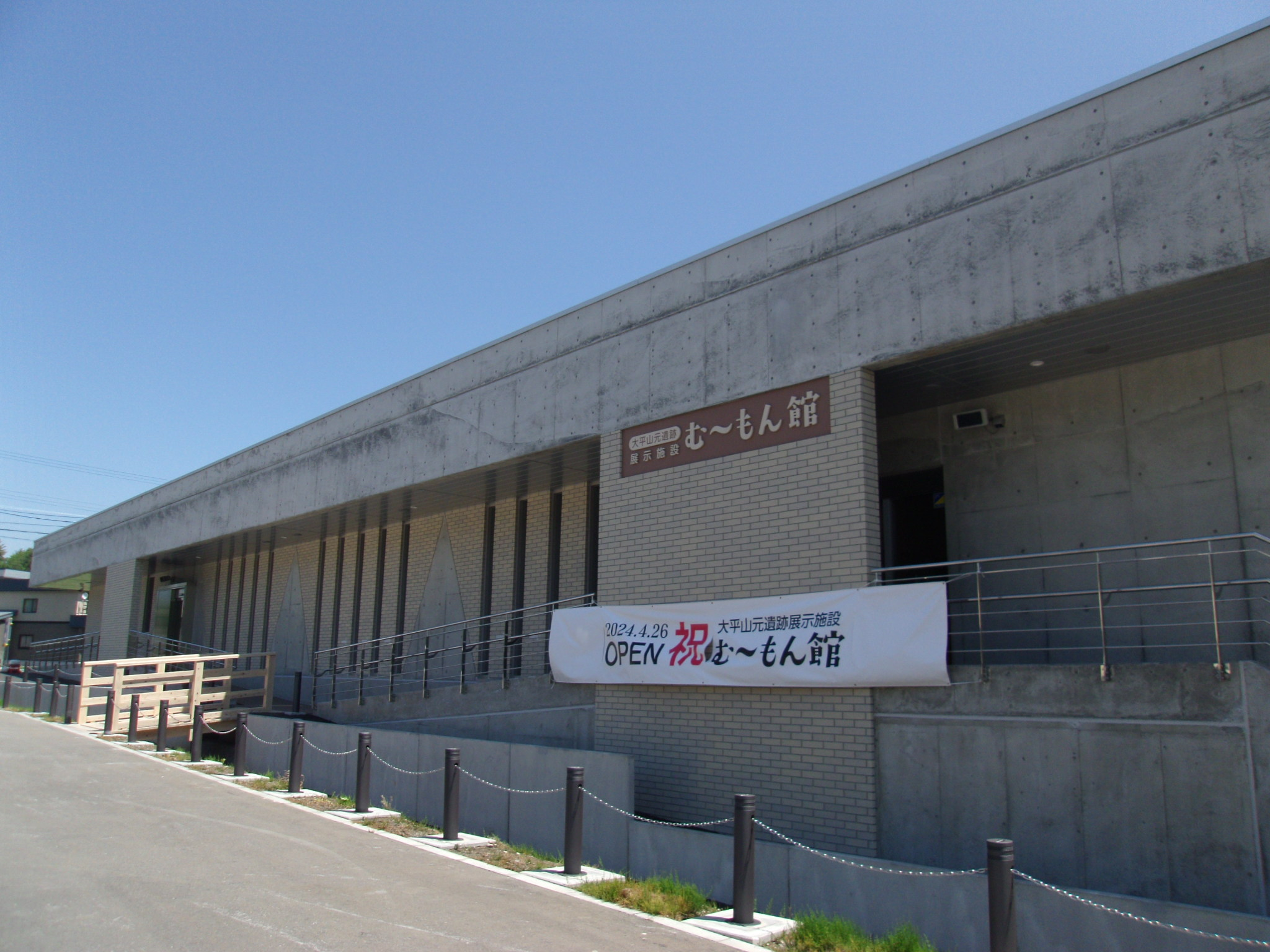
む～もん館
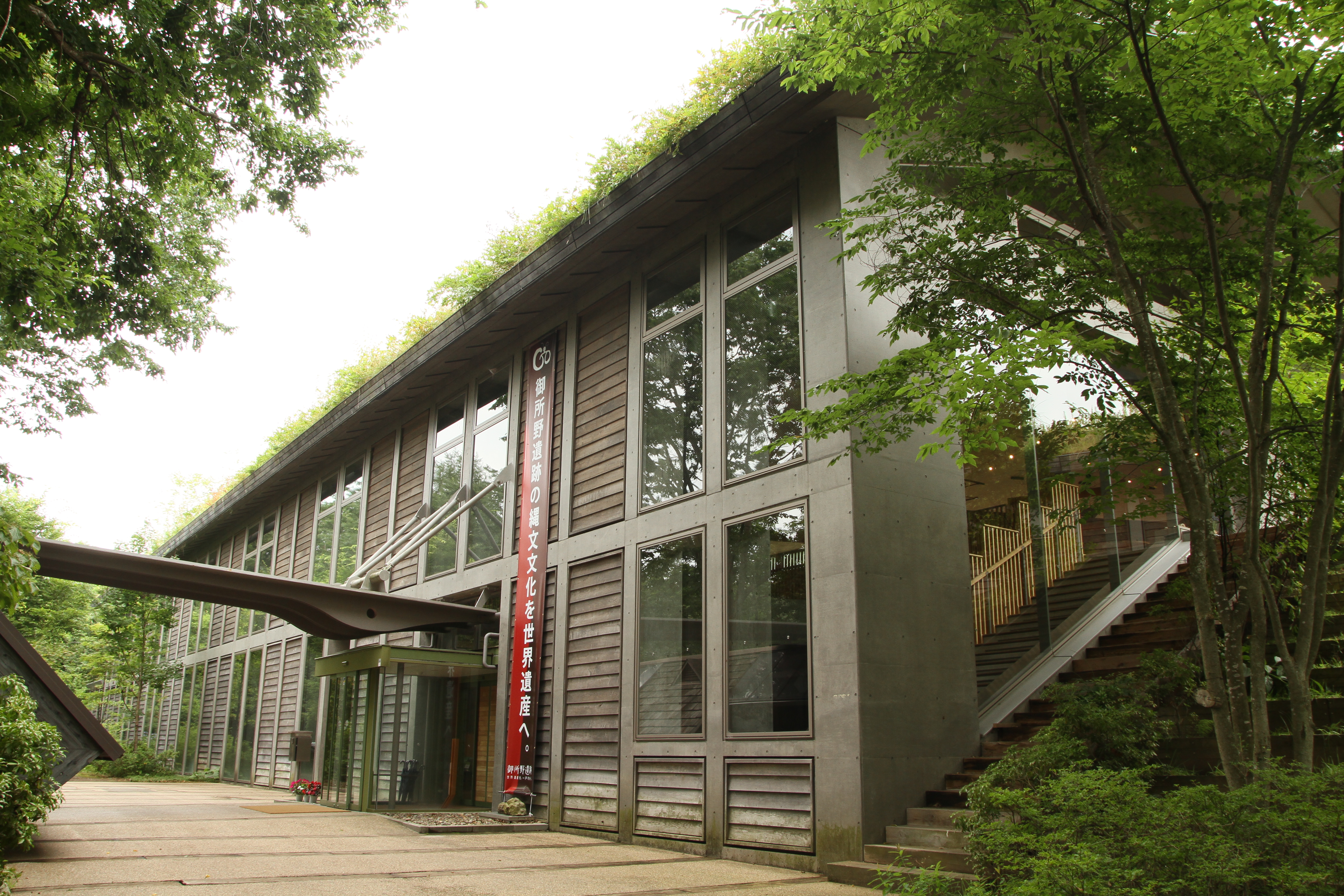
御所野縄文博物館
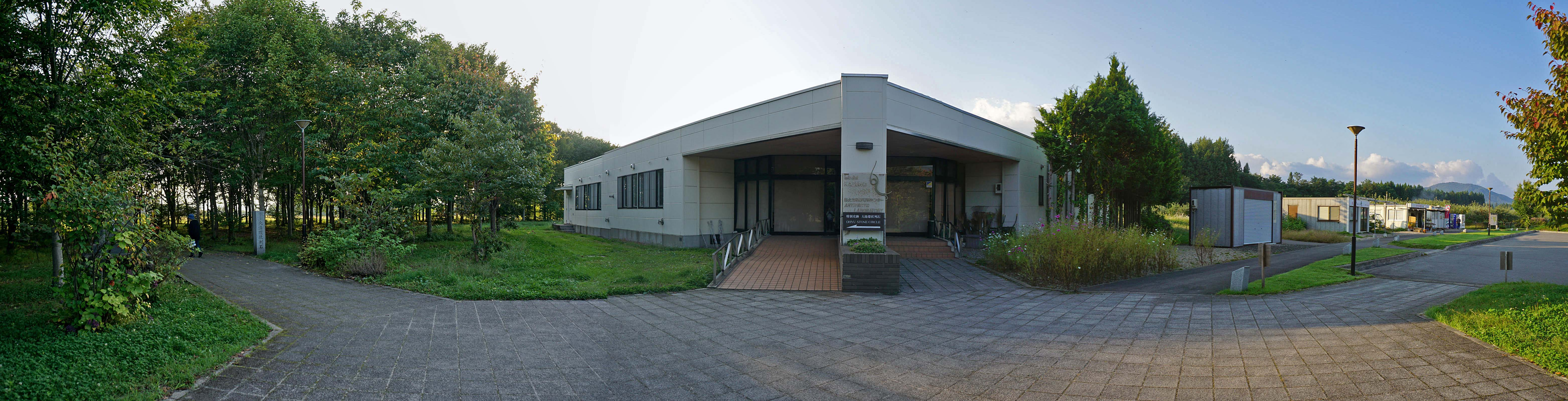
大湯ストーンサークル館
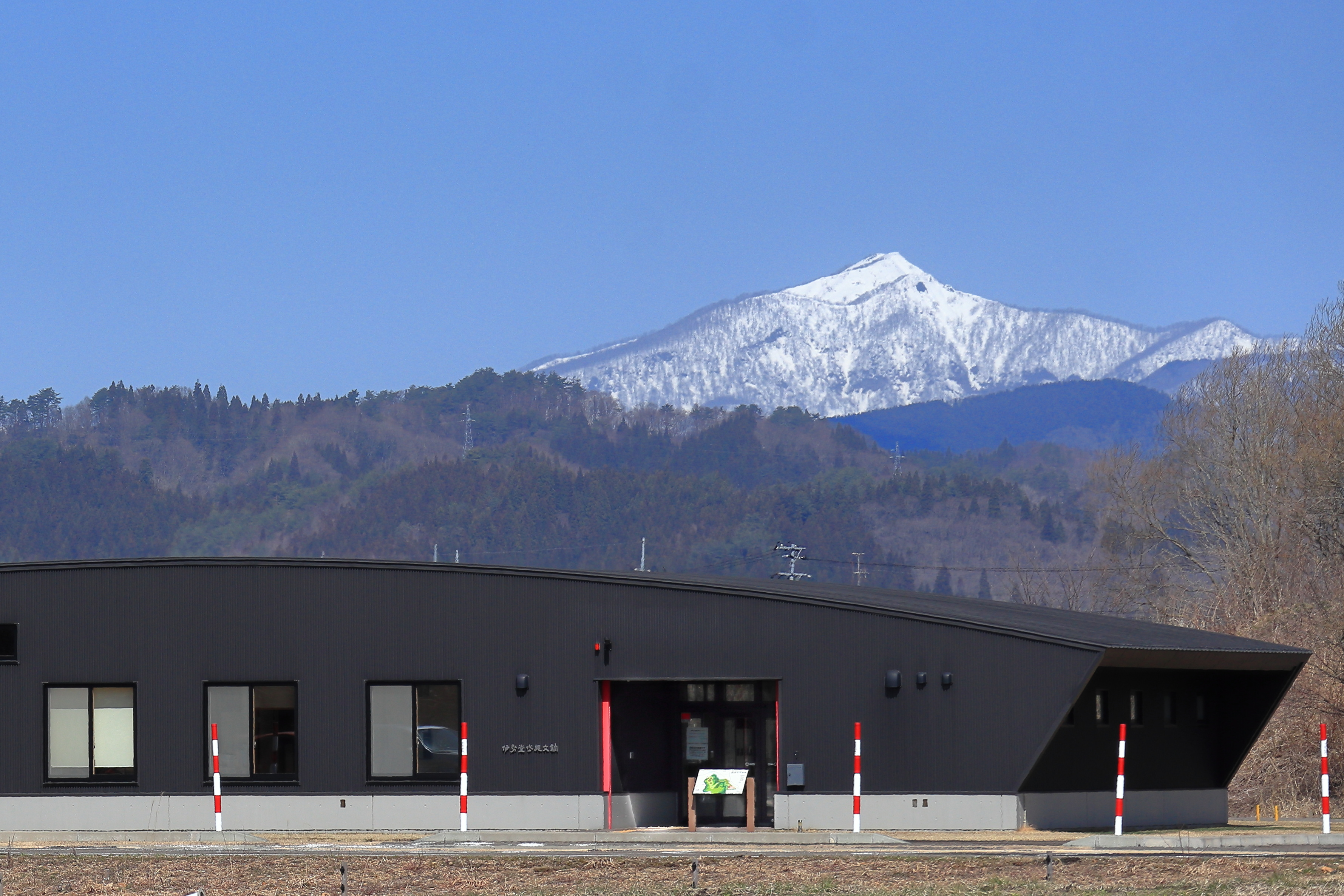
伊勢堂岱縄文館

## 拡張登録
世界遺産登録地の対象を追加・拡大する拡張登録について、新たな遺跡を追認するものではないが、大湯環状列石において2024年度に行った発掘調査によって既存の遺跡範囲の北西斜面（環状列石中心部から約200メートルの位置）で新たに配石遺構などが確認された。一帯は市有林として保護されており、約4500平方メートルの一定面積もあることから、さらなる調査を進め、保存整備処置をした後、特別史跡としての追加指定をうけることで世界遺産の登録範囲が広がる可能性がある（軽微な変更）。大湯環状列石では、遺跡の中を通過する秋田県道66号十二所花輪大湯線を迂回させることになっており、世界遺産登録範囲から除外されている路面下の発掘調査も行う計画で、成果次第ではその部分も拡張対象となる可能性もある。
是川遺跡でも遺跡を構成する一王子遺跡の中で史跡指定範囲および世界遺産登録範囲から欠落していた箇所が、農地として保持する所有者の合意が得られた（耕作放棄する）ことから追加指定が答申され、2025年3月10日に指定が完了、今後国による買取なども進めて保存強化を図る計画であることから、世界遺産の登録範囲も広がる可能性がある（軽微な変更）。

## 課題

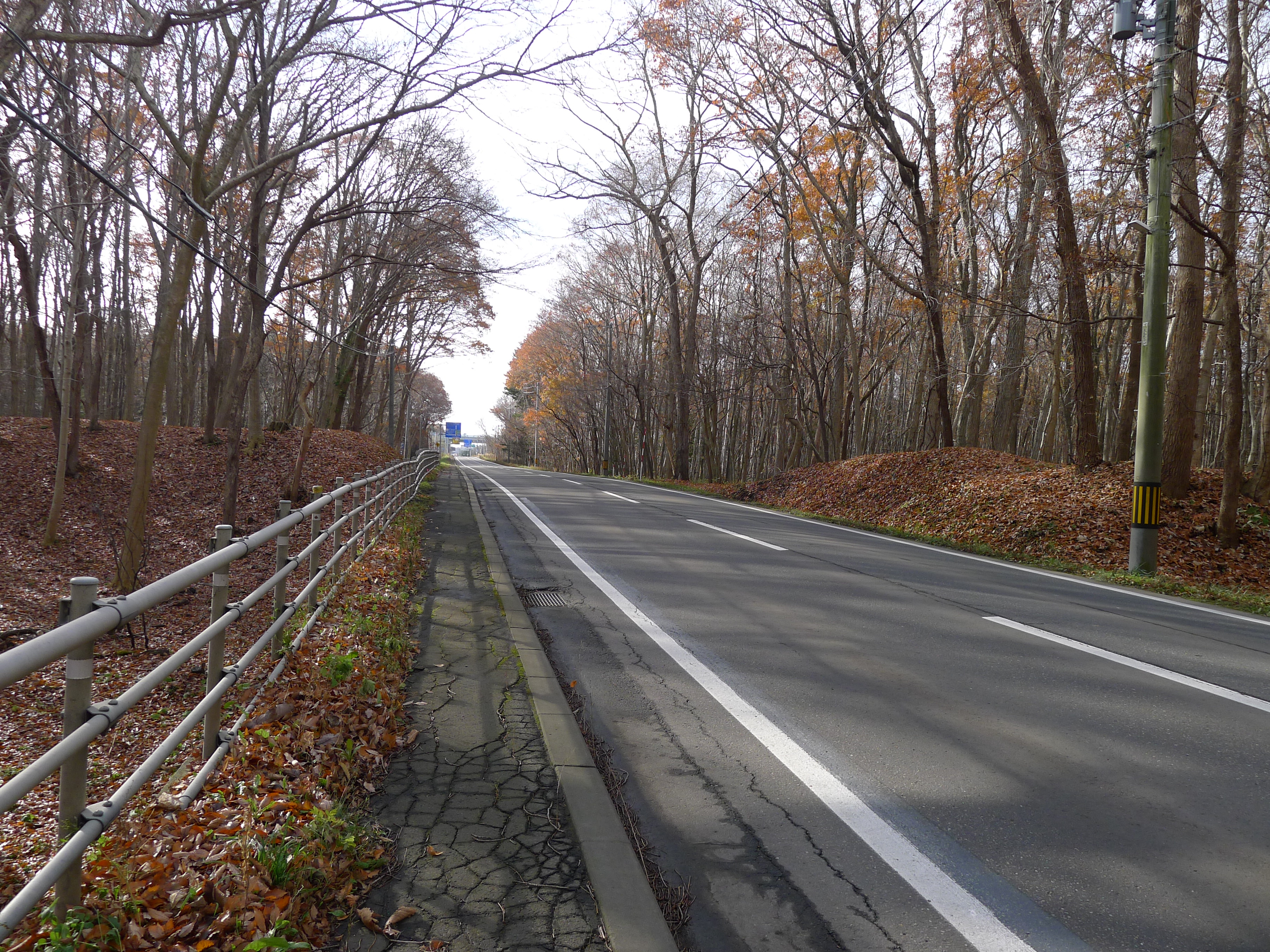
道路によって切断されているキウス周堤墓

雪国という環境もあり、構成資産とガイダンス施設の多くが冬季は積雪のため閉鎖を余儀なくされており、今後観光資源としての活用方法を模索する必要性が生じている。このため2023年になり三内丸山遺跡において復元建物などをライトアップして夜の遺跡内を雪の中を歩いて訪ねる「縄文冬祭り」など新たな試みも始まった。
国道337号に切断されているキウス周堤墓では、走行車両からのゴミのポイ捨てが横行しており、廃棄物の処理及び清掃に関する法律に基づく厳格な取り締りが求められる。

### 是正事項
縄文遺跡群世界遺産登録推進専門家委員会による注意喚起と、2021年5月26日に発せられたイコモスによる登録勧告において、いくつかの指摘事項があり、是正が求められる。
1. 現状民有地に含まれる遺跡の公有地化による保護の強化→亀ヶ岡遺跡・田小屋野貝塚[43]
2. 遺跡周辺の不適切な構造物（建造物や看板）の撤去・修景→是川遺跡・入江貝塚
3. 既存道路の影響軽減→キウス周堤墓・大湯環状列石[44]
4. 開発（道路整備計画）の影響排除→大船遺跡・垣ノ島遺跡

## 推薦前に候補から外れた資産
遺跡の保存状況に問題があるとして以下の2件は2016年に推薦候補から除外された。

### 北海道
- 鷲ノ木遺跡（森町）

### 青森県
- 長七谷地貝塚（八戸市）

## 他地域の縄文遺跡について
北海道と北東北の範囲に限られての世界遺産登録となったが、その他の地域の縄文遺跡の価値や世界遺産登録の可能性が全て否定されたわけではない。北海道・北東北の縄文遺跡が確立した顕著な普遍的価値とは異なる切り口と学術的意義を立証できれば可能性は残されている。北海道・北東北に対して異なる地域から縄文時代を推すことは、ユネスコが重視する地域多様性を表現することにもなる。ヨーロッパにおいて今なお教会などキリスト教関連施設の登録が相次いでいる理由として、地域多様性による細分化が上げられる（教会の登録が多いことはCathedral Syndrome＝聖堂症候群と揶揄される）。
これを踏まえ弘前大学の関根達人教授（考古学）は、「星降る中部高地の縄文世界」（黒曜石産地）や「『なんだ、コレは！』信濃川流域の火焔式土器と雪国の文化」として日本遺産に認定されている長野県の縄文遺跡や、縄文人を魅了しその精神性の一端を垣間見ることができる新潟県糸魚川のヒスイ産地など"石の縄文文化"として擁立しても構わないのではないかと示唆する。

## 脚註
1. 1 2  北海道・北東北縄文遺跡群は世界遺産登録でなぜ2回も予選落ちしたのか財界さっぽろ 2014年9月
2. ↑  縄文遺跡群見送り　世界遺産推薦へ「全力」尽くせ 陸奥新報 2017年8月2日
3. ↑  縄文遺跡群 世界遺産に再挑戦　４道県ＰＴ発足　／岩手 毎日新聞 2017年8月24日
4. ↑  縄文遺跡群を推薦＝20年の世界遺産候補―文化審 時事通信社（Yahoo!ニュース）2018年7月19日
5. ↑  「奄美・沖縄」を世界自然遺産に推薦へ　菅義偉官房長官表明 産経新聞 2018年11月2日（Yahoo!ニュース）
6. ↑  令和元年度における世界文化遺産の推薦候補の選定について文化庁、2019年7月30日
7. ↑  「縄文遺跡群」推薦へ＝世界遺産登録目指す―政府 時事通信 2019年12月19日（@niftyニュース）
8. ↑  東京文化財研究所
9. ↑  縄文遺跡群の推薦書を提出　21年の世界遺産登録目指す共同通信（Yahoo!ニュース）2020年1月16日
10. ↑  縄文遺跡群の名称変更を議論 共同通信 2019年11月28日
11. ↑  遺跡群、英語表記「北日本」に　文化庁と地元、世界遺産に推薦で 共同通信 2019年12月19日（Yahoo!ニュース）
12. ↑  北海道・北東北の縄文遺跡群、9月にイコモスが現地調査 函館新聞 2020年8月29日
13. ↑  世界遺産登録へ縄文遺跡群の中間報告 東奥日報 2021年2月18日
14. ↑  「縄文遺跡群」世界遺産へ＝三内丸山など登録勧告―ユネスコ諮問機関 時事通信 2021年5月26日
15. ↑  世界遺産に縄文遺跡群登録 共同通信 2021年7月27日
16. ↑  北海道・北東北の縄文遺跡群世界遺産登録記念誌
17. ↑  社説：縄文遺跡群　「価値」の説得力強めて 秋田魁新報 2016年8月12日
18. ↑  世界遺産推薦書案「集落」軸に　北海道・北東北の縄文遺跡群 岩手日報 2017年12月19日
19. ↑  世界遺産候補、ただの空き地？遺跡にはプレハブ小屋だけ朝日新聞 2019年9月1日
20. ↑  『「北海道・北東北の縄文遺跡群」世界遺産登録推進フォーラム』（2020年1月25日開催、於:有楽町朝日ホール）レジュメ
21. ↑  『古建築を復元する 過去と現在の懸け橋』海野聡、吉川弘文館（2017）
22. ↑  ＜縄文遺跡群＞世界遺産へ険しい道のり 河北新報 2016年10月24日
23. ↑  Jōmon culture | ancient culture, Japan Britannica
24. 1 2  世界遺産暫定一覧表記載資産 準備状況報告書 文化庁
25. ↑  青森市小牧野遺跡の保護に関する条例 青森市
26. ↑  縄文遺跡群　景観条例や計画づくり進む　建物の面積や高さの規制強化　世界遺産登録見据え 北海道新聞 2021年2月6日
27. ↑  パラ聖火は縄文の火起こしなどで NHK 青森 NEWS WEB 2020年2月6日
縄文火起こし、伝統行事の火から…　パラ聖火の採火に地域色 秋田魁新報　2020年2月7日
28. ↑  縄文時代の方式でパラ聖火採火　大湯環状列石と伊勢堂岱遺跡 秋田魁新報　2021年8月12日
29. ↑  「湖池屋プライドポテト 日本の神業 縄文香る帆立だし」が発売されます!! 青森県
30. ↑  千歳 キウス周堤墓群 紹介する施設完成 世界文化遺産の一部 NHK 2025年4月17日
31. ↑  「縄文」世界遺産にらみ準備着々／6自治体、案内施設を整備へ　東奥日報調査 東奥日報2021年1月29日（Yahoo!ニュース）
つがる市中心部に博物館建設へ／「縄文」世界遺産登録控え、遺跡には案内施設も　市が方針 東奥日報2021年6月8日（Yahoo!ニュース）
32. ↑  世界遺産センター　本県設置検討／県 陸奥新報2021年9月28日
33. ↑  「世界遺産センター」検討／4知事サミット 東奥日報2021年10月22日
34. ↑  「JR青森駅東口ビル」26日オープン 東奥日報2024年4月25日（Yahoo!ニュース）
35. ↑  道央と道南に「縄文」発信拠点　北海道検討　世界遺産の道内6遺跡 北海道新聞 2024年6月15日（gooニュース）
36. ↑  発掘を総括「遺跡の価値高まった」 鹿角市大湯 鹿角きりたんぽFM 2024年10月31日
37. ↑  八戸の是川石器時代遺跡 史跡の指定範囲拡大へ 文化審議会 NHK 2025年1月27日
38. ↑  官報（号外第47号）2025年3月10日
39. ↑  縄文7遺跡2施設冬季閉鎖、誘客に影響？ 東奥日報 2021年1月31日
40. ↑  「縄文冬祭り」始まる　雪の遺跡ライトアップ　幻想的な風景／青森・三内丸山 東奥日報 2023年2月4日
41. ↑  「縄文遺跡群」世界遺産へ　施設整備、ガイド育成に課題　／北海道 毎日新聞 2021年5月28日
42. ↑  我が国の推薦資産に係るイコモスによる評価結果及び勧告 文化庁
43. ↑  世界遺産　亀ケ岡遺跡範囲内に自宅　つがる・小山内さん「誇らしい」　公有化に協力、売却へ 東奥日報 2021年8月2日
44. ↑  世界遺産・大湯環状列石を分断　県道移設、６年以内に着工へ 秋田魁新報 2021年9月4日
45. ↑  ４道県、鷲ノ木など２遺跡除外　保全環境に問題　／北海道毎日新聞 2015年12月29日
46. ↑  毎日新聞 2021年9月2日（ネット配信記事は有料）